# Saint-Rivoal
Saint-Rivoal [sɛ̃ʁivwal] est une commune du département du Finistère, dans la région Bretagne, en France. Située dans le canton de Pleyben et l'arrondissement de Châteaulin, elle fait partie de Monts d'Arrée Communauté. Son nom provient du nom de l'un des saints bretons plus ou moins mythiques dénommé  sant Riwall, sant rival (en Breton le "V" se prononce "O"), ou sant Rioual dont l'étymologie peut être interprétée en ri (roi) et wal (valeureux), mais peut aussi avoir à voir avec saint Riware. Longtemps simple trève de Brasparts, Saint-Rivoal fut totalement incluse dans la commune de Brasparts lors de la Révolution française, ne devint paroisse qu'en 1837 et n'accéda à l'indépendance communale qu'en 1925.
En 2012, la commune a obtenu le label « Communes du Patrimoine Rural de Bretagne » pour la richesse de son patrimoine architectural et paysager.

## Géographie

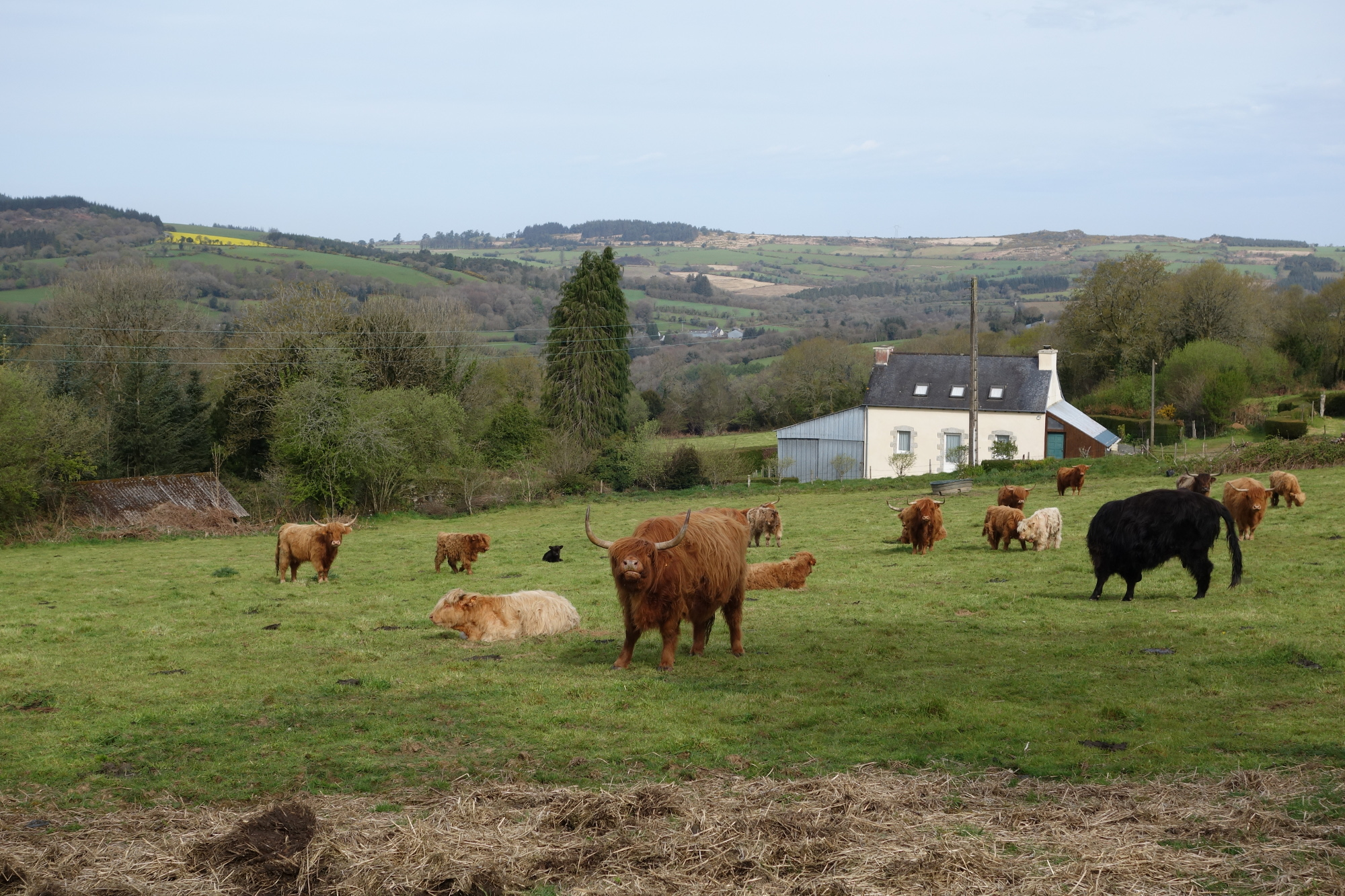
Paysage vallonné et bocagé vu de Gwazh-al-Ludu (Goas-al-Ludu), arrière-plan : les hauteurs de Saint-Cadou au nord-ouest. Village de Glujau Vihan (en Lopérec) en fond de vallée.

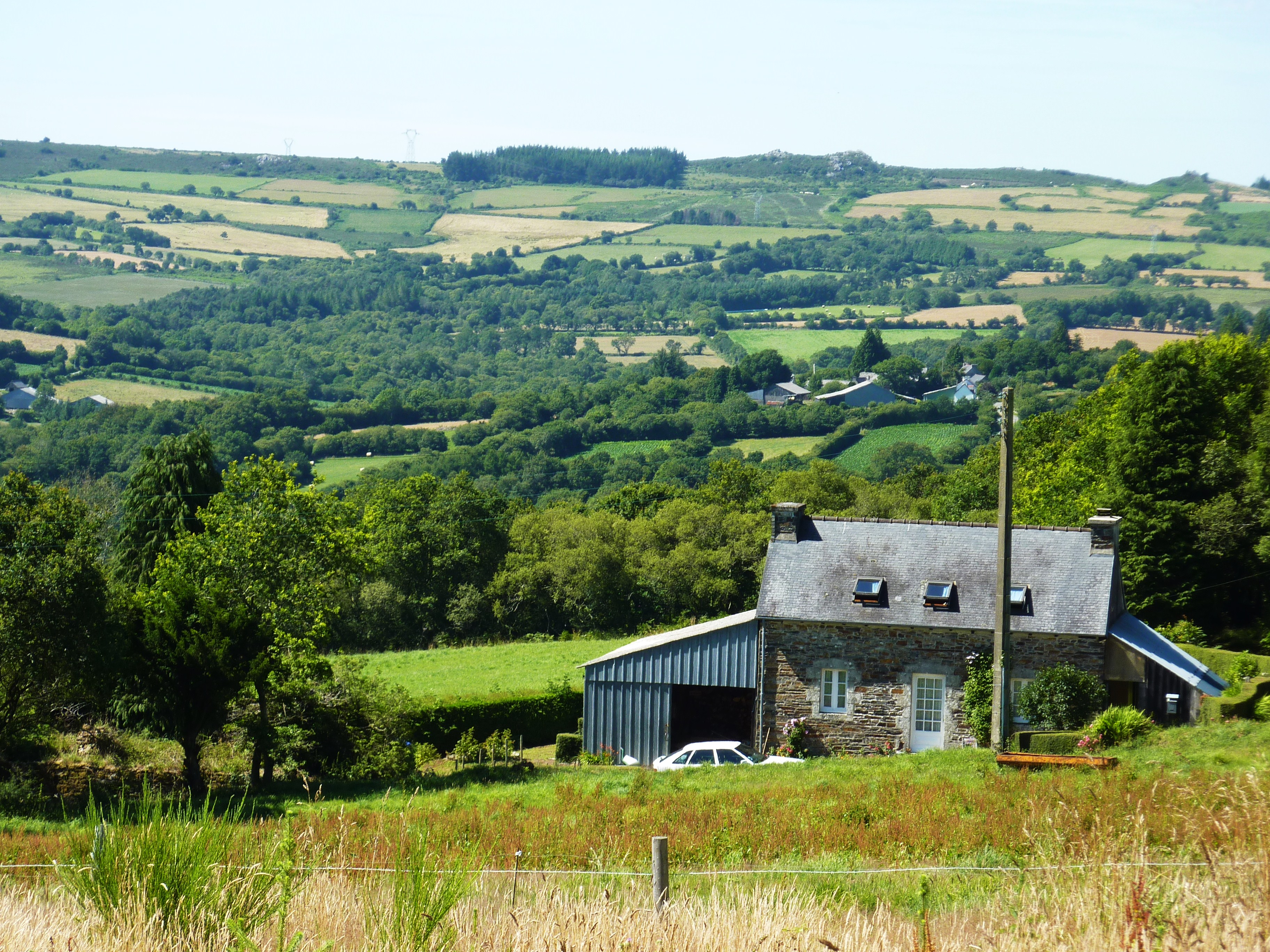
Goas-al-Ludu (un des seuls villages ne contenant qu'une habitation) dans un paysage vallonné ; arrière-plan : les villages de Penarguer et Bodingar au nord (maisons groupées).

Le territoire de Saint-Rivoal, situé sur le flanc ouest des monts d'Arrée, dominant le bassin de Châteaulin, s'échelonne de 370 mètres (sur le flanc ouest du Tuchen Kador dont le sommet culminant à 382 mètres est tout proche, mais fait partie des deux communes de Sizun, section de Saint-Cadou et Botmeur) à 120 mètres (au sud-ouest, dans la partie aval de la vallée du ruisseau de Saint-Rivoal). Le bourg est à 172 mètres d'altitude et la commune a un territoire réduit : 18,7 km2 seulement, pour une population de 176 habitants.
La commune est limitée à l'ouest par la vallée encaissée du Rivoal, affluent de la Douffine, petit fleuve côtier qui se jette dans la rade de Brest, qui la sépare d'Hanvec et à l'est par les monts d'Arrée qui la sépare de Botmeur (le Tuchen Kador, longtemps considéré comme le plus haut sommet de Bretagne avant d'être détrôné par le Roc'h Ruz, situé dans la commune de Plounéour-Ménez, est proche de la limite communale ; par contre le mont Saint-Michel de Brasparts, (malgré son nom, qui s'explique par le fait que le mont était englobé dans la paroisse, puis commune de Brasparts avant la sécession de Saint-Rivoal) est totalement situé dans la commune de Saint-Rivoal, la limite communale à cet endroit passant à l'est de la ligne de crête). C'est le second sommet de la commune avec ses 382 mètres d'altitude. Au nord, la limite communale séparant Saint-Rivoal de Saint-Cadou, commune associée à Sizun, s'appuie aussi sur une série de sommets situés entre 290 et 300 mètres d'altitude tandis qu'au sud la limite communale avec Brasparts, dont Saint-Rivoal a longtemps dépendu, ne s'appuie pas sur des éléments de relief caractéristiques.
L'est de la commune est couvert de landes, le reste de la commune est davantage occupé par l'agriculture, principalement l'élevage, alors que la friche sociale était en extension dans la deuxième moitié du XXe siècle en raison de la déprise agricole. Une petite reprise est constatée au début du XXIe siècle, principalement liée à la valorisation les produits locaux par les éleveurs eux-mêmes (vente directe, vente en magasin de terroir, vente par colis).
| - Carte topographique de la commune de Saint-Rivoal. |

La permanence de l'habitat est remarquable. Neuf groupes d'îlots habités existent au sein du terroir de Saint-Rivoal. Ces regroupements sont basés, en plus de la proximité géographique, sur les habitudes d'entraide pour les travaux agricoles et la fréquentation de tel ou tel moulin à l'époque où ils fonctionnaient. [La graphie est ici celle du cadastre, calée sur la phonétique du français (é pour [e], c/qu pour [k] sauf dans « ker », gu pour [g], goa pour [gwa] ; une graphie en breton moderne, en grande partie mise en place sur les panneaux directionnels de la commune, en facilite une compréhension étymologique] : | Le bourg, Goarimic, Moulin-d'en-Haut, Moulin-Neuf | Lan-ar-Marrou, Bodingar, Penarguer, Moulin-Pont-Glas, Pont-ar-Varn | Linguez, Kernévez, Keréol, Roquinarc'h | Pen-ar-Goarimic et Ty-Béron | Bodenna | Lost-ar-Hoat | Stumenven et Stangannay | Moulin-d'en-bas, Kergombou, Pen-ar-Favot et Goas-al-Ludu | Corn-Camm, St Michel |. Sur les trois derniers siècles, les lieux habités sont restés les mêmes, avec des interruptions pour Goas-al-Ludu et Stangannay. Moulin-neuf (encore appelé Moulin Prat Simon) n'est plus habité, il fait partie du périmètre de l'Écomusée.
Saint-Rivoal n'est accessible que par des routes sinueuses, souvent  en lacets, surtout lorsqu'on vient du Faou, traversant landes, forêts de conifères plantés entre 1960 et 1970 pour la plupart, et souvent en franchissant des lignes de crête, renforce l'impression de « montagne », dû aussi au relief très accidenté de la commune.
|         | Sizun        | Botmeur   |
|         | Saint-Rivoal |           |
| Lopérec |              | Brasparts |

Xavier Grall a décrit ainsi Saint-Rivoal en 1984 : « Et voici Saint-Rivoal avec ses maisons anciennes en schiste bleuâtre. Personne. La petite église avec son clocher tatoué de plaques de lichen pareilles à des roses des vents est plantée à flanc de colline. Le champ des morts qui l'entoure descend en pente douce vers la vallée, au midi. »
Le bourg a un habitat caractéristique, avec ses maisons à murs en schiste et en grès, qui présente un intérêt patrimonial important. La qualité et la variété des sites naturels, des chemins et des panoramas favorisent les activités liées au tourisme rural.

### Hydrographie
Pour un article plus général, voir Réseau hydrographique du Finistère.
La commune est située dans le bassin Loire-Bretagne. Elle est drainée par l'Ellez, le Saint Rivoal, le ruisseau le Rivoal et divers autres petits cours d'eau,.
L'Ellez, d'une longueur de 28 km, prend sa source dans la commune  et se jette  dans l'Aulne à Landeleau, après avoir traversé neuf communes. 

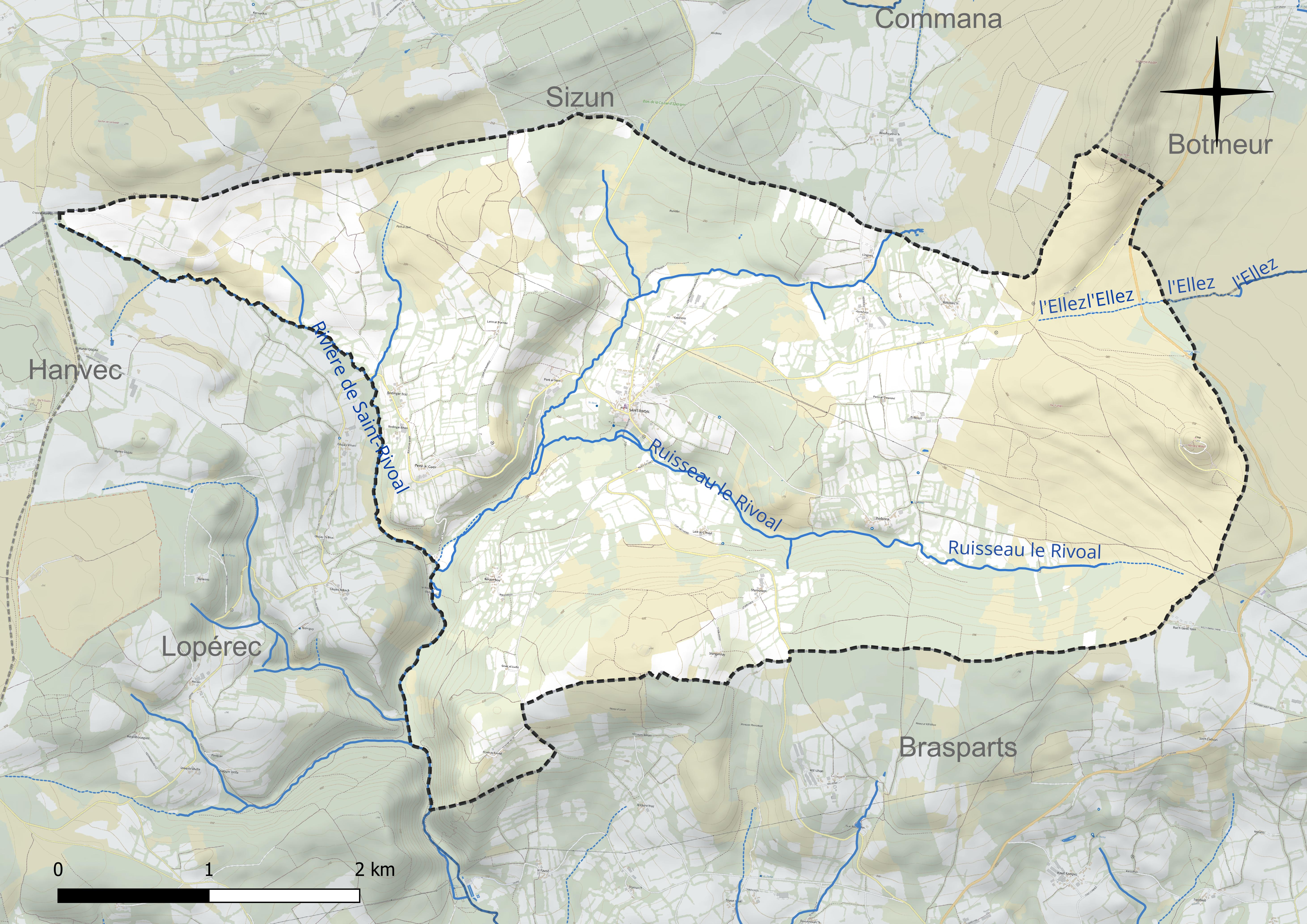
Réseau hydrographique de Saint-Rivoal.

Le Saint Rivoal, d'une longueur de 11 km, prend sa source dans la commune  et se jette  dans la Douffine à Pleyben, après avoir traversé quatre communes. 

### Climat
Pour des articles plus généraux, voir Climat de la Bretagne et Climat du Finistère.
En 2010, le climat de la commune est de type climat océanique franc, selon une étude du CNRS s'appuyant sur une série de données couvrant la période 1971-2000. En 2020, Météo-France publie une typologie des climats de la France métropolitaine dans laquelle la commune est exposée à un climat océanique et est dans la région climatique  Finistère nord, caractérisée par une pluviométrie élevée, des températures douces en hiver (6 °C), fraîches en été et des vents forts. Parallèlement l'observatoire de l'environnement en Bretagne publie en 2020 un zonage climatique de la région Bretagne, s'appuyant sur des données de Météo-France de 2009. La commune est, selon ce zonage, dans la zone « Monts d'Arrée », avec des hivers froids, peu de chaleurs et de fortes pluies.  
Pour la période 1971-2000, la température annuelle moyenne est de 10,7 °C, avec  une amplitude thermique annuelle de 11,5 °C. Le cumul annuel moyen de précipitations est de 1 244 mm, avec 16 jours de précipitations en janvier et 9,8 jours en juillet. Pour la période 1991-2020, la température moyenne annuelle observée sur la station météorologique la plus proche, située sur la commune de Sizun à 8 km à vol d'oiseau, est de 11,2 °C et le cumul annuel moyen de précipitations est de 1 345,3 mm,. Pour l'avenir, les paramètres climatiques de la commune estimés pour 2050 selon différents scénarios d'émission de gaz à effet de serre sont consultables sur un site dédié publié par Météo-France en novembre 2022.

## Urbanisme

### Typologie
Au 1er janvier 2024, Saint-Rivoal est catégorisée commune rurale à habitat très dispersé, selon la nouvelle grille communale de densité à 7 niveaux définie par l'Insee en 2022.
Elle est située hors unité urbaine et hors attraction des villes,.

### Occupation des sols

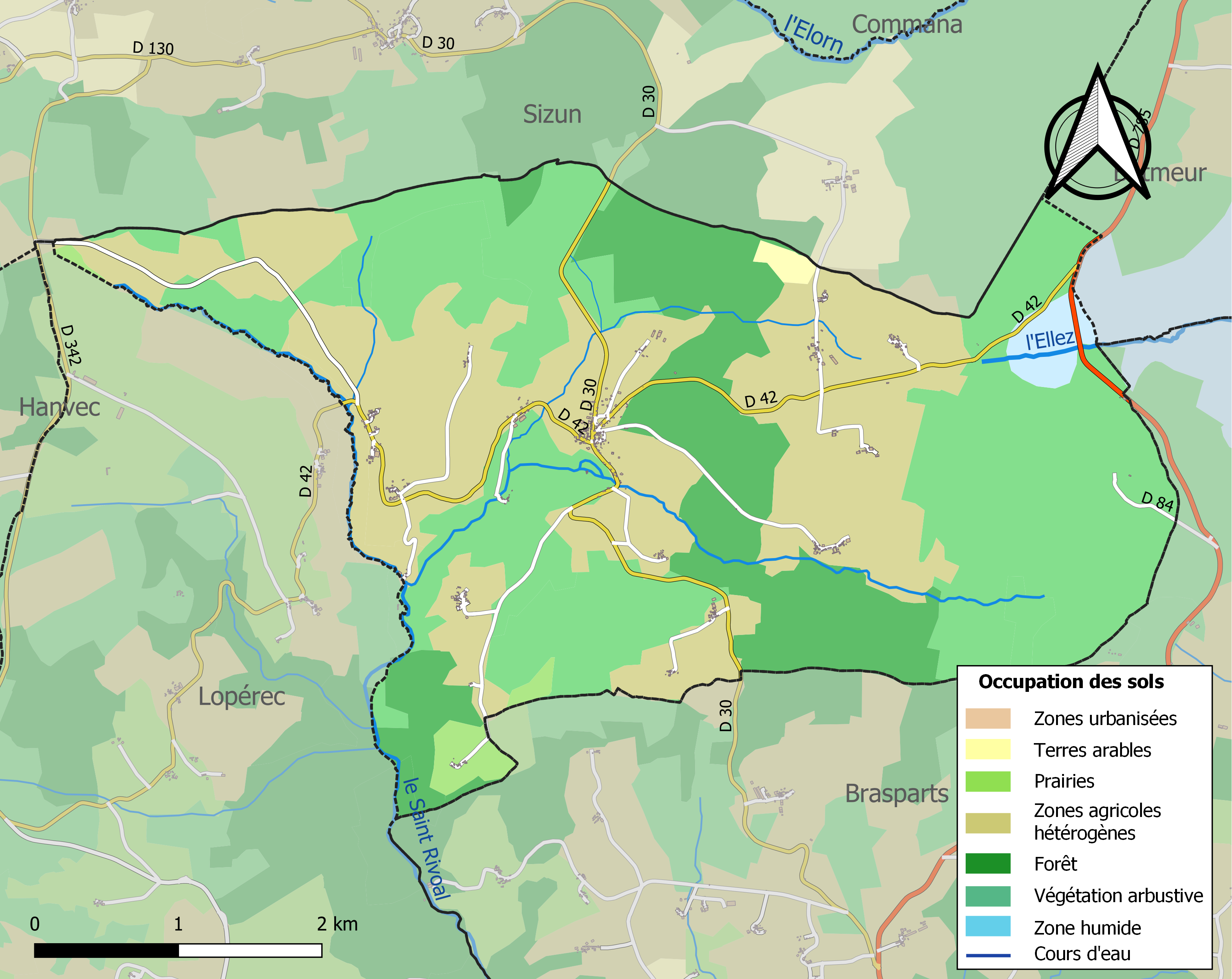
Carte des infrastructures et de l'occupation des sols de la commune en 2018 (CLC).

Le tableau ci-dessous présente l'occupation des sols de la commune en 2018, telle qu'elle ressort de la base de données européenne d'occupation biophysique des sols Corine Land Cover (CLC).
| Type d'occupation                                                                   | Pourcentage (%) | Superficie (en hectares) |
| ----------------------------------------------------------------------------------- | --------------- | ------------------------ |
| Terres arables hors périmètres d'irrigation                                         | 0,4             | 7                        |
| Prairies et autres surfaces toujours en herbe                                       | 1,5             | 28                       |
| Systèmes culturaux et parcellaires complexes                                        | 36,0            | 687                      |
| Surfaces essentiellement agricoles interrompues par des espaces naturels importants | 1,0             | 20                       |
| Forêts de feuillus                                                                  | 0,3             | 6                        |
| Forêts de conifères                                                                 | 17,4            | 333                      |
| Landes et broussailles                                                              | 29,5            | 564                      |
| Forêt et végétation arbustive en mutation                                           | 12,3            | 235                      |
| Tourbières                                                                          | 1,5             | 29                       |

L'occupation des sols met en évidence la prédominance de la végétation arbustive et herbacée sur les terres agricoles et la forêt. Celle-ci occupe une surface de 41,8 % et est constituée majoritairement de landes qui occupent les hauteurs des Monts d'Arrées. Les terres agricoles occupent 38,9 % du territoire et ont conservé leur structure bocagère. La forêt occupe 17,7 % du territoire et est constituée surtout de pinèdes, ce qui explique la nette prédominance des essences de conifères.

## Toponymie
Le nom de la localité est attesté sous les formes Treff de Sainct Dryual en 1426, Sainct Rivoal en 1535.
Le nom breton de la commune est Sant-Riwal. Le nom de Saint-Rivoal (Riwall) vient de ri (roi) et de wal (valeur).

## Histoire

### Des origines à la Révolution française
La présence de l'homme est attestée dès le Néolithique (menhir de Roquinarc'h). Les premières traces écrites nomment la localité « Treff de Sainct Dryual » en 1426, et « Sainct Rivoal » en 1535. La plupart des toponymes de Saint-Rivoal ont une origine bretonne.
Au Moyen Âge, Saint-Rivoal fit partie de la « ploue de la montagne » (Plouenez ou Ploumenez), paroisse qui s'étendait sur la majeure partie des Monts d'Arrée.
Un acte de 1712 donne quelques indications sur la misère de l'habitat à cette époque : beaucoup de maisons sont en ruines, dénommés « mazières ». Nombreuses sont celles couvertes « en genetz », « en gletz » ou en « pierre grosse », c'est-à-dire en dalles de schistes ; assez rares sont celles couvertes d'ardoises. La culture dominante est alors le seigle, préférentiellement cultivé sur les terres d'écobuage dénommées eur waradek, enrichies par les cendres des ajoncs et bruyères brûlés.
La trève de Saint-Rivoal, qui dépendait de la paroisse de Brasparts fut supprimée en 1790 lors de la Révolution française et Saint-Rivoal fut alors englobée dans la commune nouvellement créée de Brasparts. La localité n'est devenue une paroisse qu'en 1837 et la commune n'est créée qu'en 1925 par scission de celle de Brasparts. En 1854, la trève de Saint-Rivoal avait perdu la majeure partie du versant oriental des monts d'Arrée, comprenant le hameau de Botcador, qu'elle possédait jusqu'alors, au profit de la commune de Botmeur qui venait d'être créée en 1851. Saint-Rivoal « forme à partir de 1854 une section distincte de la commune de Brasparts du point de vue de l'état-civil et est administrée par un adjoint spécial [...]. « Les liens qui rattachent Saint-Rivoal à Brasparts ont toujours été assez lâches », les notables dans les procès-verbaux des délibérations se disant toujours « tréviens de Saint-Rivoal » et non paroissiens de Brasparts.
Saint-Rivoal était sous l'Ancien Régime possession ecclésiastique, pour partie de l'abbaye du Relec (moines cisterciens) située à Plounéour-Ménez pour la partie du territoire communal comprenant le bourg, Kernévez, Linguez, Pen-ar-Goarimic, Ty-Béron, Bodenna et Roquinarc'h, et pour le reste des moines augustins de l'abbaye Notre-Dame de Daoulas ( Des terres s'étendant jusqu'à Roc'h-ar-Bleiz, dénomination probable d'un massif rocheux situé à l'Ouest du Mont Saint-Michel, noté Roc'h-Leign sur les cartes IGN actuelles).

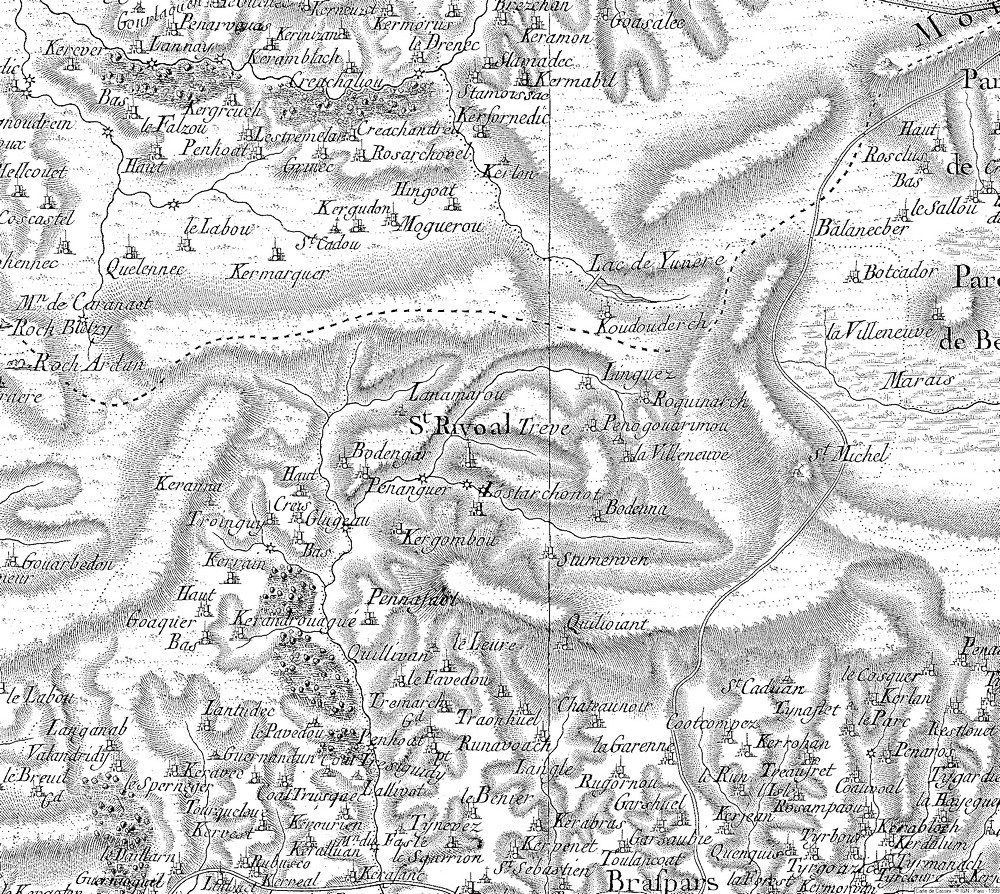
Carte de Cassini (XVIIIe siècle) : la région de Saint-Rivoal. En tireté la limite entre Léon au nord et Cornouaille au sud.

Des foires se tenaient sur la place de Saint-Rivoal depuis fort longtemps puisqu'un document daté du 13 avril 1406 les évoque déjà, disant qu'elles existent « par tant de temps que memoire de homme n'est du controire » et qu'elles se tiennent « chascun jour du dimanche prouchain après la feste Saint Mahieu, en la paroroesse de Brazperz, ou villiage de saint Raoul, une certaine foire par noz predicesseurs, que Dieux absolle, leu y octroié ». Jean-Baptiste Ogée vers 1780 écrit : « Il y a [...] à Saint-Rivoal foires le lundi après la Trinité et le mardi après le 21 septembre, jour de la Saint-Mathieu. » Deux foires annuelles seulement donc, mais il s'en déroulait sept dans l'année à Brasparts dont la trève de Saint-Rivoal dépendait. Les foires ont cessé vers 1955.
Le Chemin du comte, suivant l'actuelle limite nord de la commune de Saint-Rivoal, croisait à Linguez un autre axe traditionnel allant de Brasparts à Saint-Pol-de-Léon, le Hent Tro Breiz, passant par les hameaux de Stumenven, Bodenna, Kernévez et Roudouderc'h, se dirigeant ensuite vers le Léon. Un autre chemin, entre Morlaix et Quimper, sinueux et souvent embourbé, passait au pied du mont Saint-Michel de Brasparts, quelques dizaines de mètres à l'ouest de la route actuelle construite à la fin du XVIIIe siècle.

### Les Hospitaliers
Les Hospitaliers de l'ordre de Saint-Jean de Jérusalem, implantés à La Feuillée (les terres avoisinant Bodingar et Glujeau Bras, désormais en Lopérec) Les paysans étaient soumis au système de la quévaise ; huit quévaises au moins existaient à Saint-Rivoal (trois au bourg, deux à Roquinarc'h, une à Kernévez, une à Penargoarimou, une à Linguez). Cette extension des biens d'église explique que leur confiscation en biens nationaux lors de la Révolution française suivi de leur vente a transformé Saint-Rivoal en pays de petits propriétaires exploitants. Ce mouvement était déjà amorcé bien avant la révolution : par lettres patentes du 22 janvier 1575, confirmées par un arrêt du 19 août 1659, le roi a accordé officiellement à l'abbaye du Relec le droit de convertir les quévaises, après assentiment des tenanciers, en tenure à cens et à rachat. [...] Une partie de la population se voit reconnaître la quasi-liberté de gérer son territoire

### LeXIXesiècle
« À Saint-Rivoal, il y a foires le lundi après la Trinité et le mardi après le 21 septembre » écrivent A. Marteville et P. Varin, continuateurs d'Ogée en 1843.
À Saint-Rivoal, « les hommes négligent le devoir de la religion », écrit le recteur de Châteaulin en 1852.
Louis Le Guennec a écrit en 1901 : Vers le milieu du XIXe siècle, les « terres vaines et vagues » de la montagne, couvertes de landes (« terres froides ») périodiquement cultivées, attribuées de manière collective aux paysans de chaque village, sont mises aux enchères et deviennent propriété individuelle, ce qui favorise leur défrichement et leur mise en culture rendue nécessaire par la forte pression démographique de la seconde moitié du XIXe siècle.

« Le Chemin du Comte, antique voie frayée pendant plusieurs kilomètres presque au sommet des montagnes, depuis les Cragou jusqu'à Saint-Éloy, et dont le nom, évocateur de souvenirs féodaux, se rapporte à ce fait qu'elle servait jadis de frontières aux deux comtés de Léon et de Poher, comme elle sépare encore aujourd'hui les arrondissements de Morlaix et de Châteaulin. Le Chemin du Comte est toujours fréquenté par les pèlerins qui se rendent à Rumengol. »

La pratique de la transhumance, appelée localement « palmage », était alors importante, voyant affluer à la belle saison sur les landes de l'Arrée, périodiquement incendiées, les bêtes non utilisées pour le travail agricole (génisses, vaches non productrices de lait (« délaitées »), poulains, moutons, ruches d'abeilles...). Le cheptel en excédent était vendu à l'automne, lors de la foire locale de la Saint-Mathieu.

#### Descriptions littéraires du village à la fin duXIXesiècle

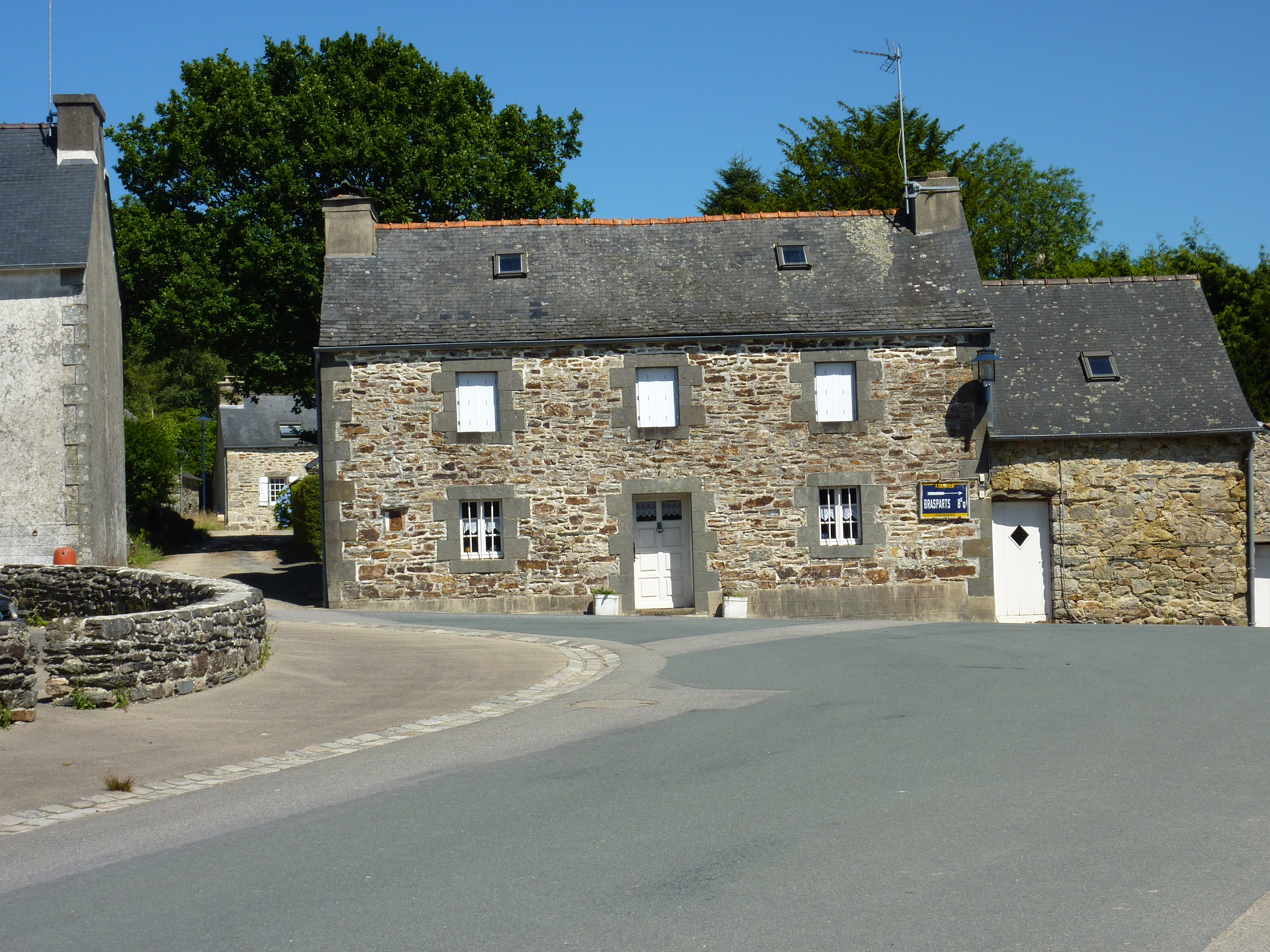
Le bourg : ancien commerce café-boucherie.

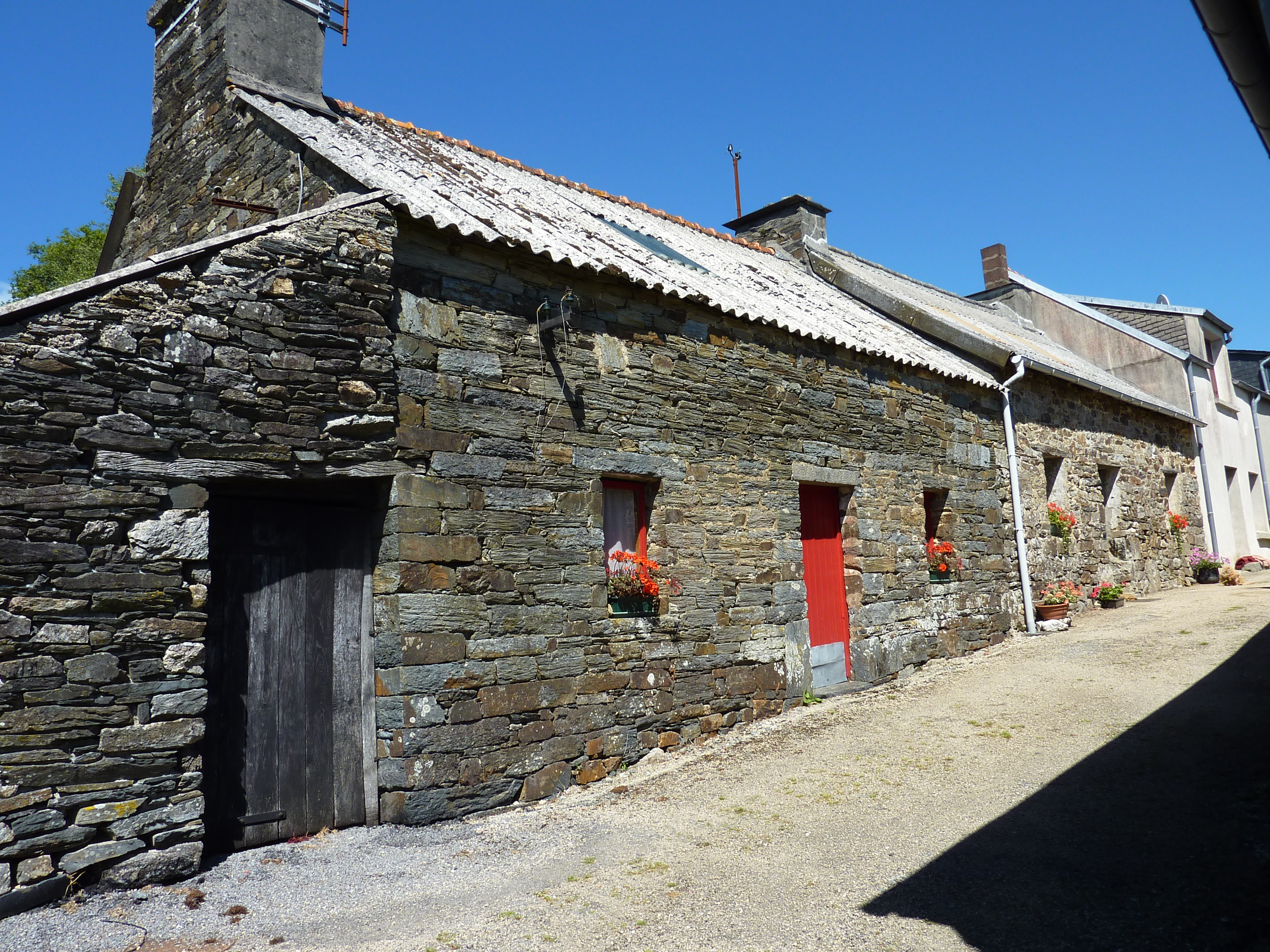
Le bourg : longères couvertes de fibro-ciment.

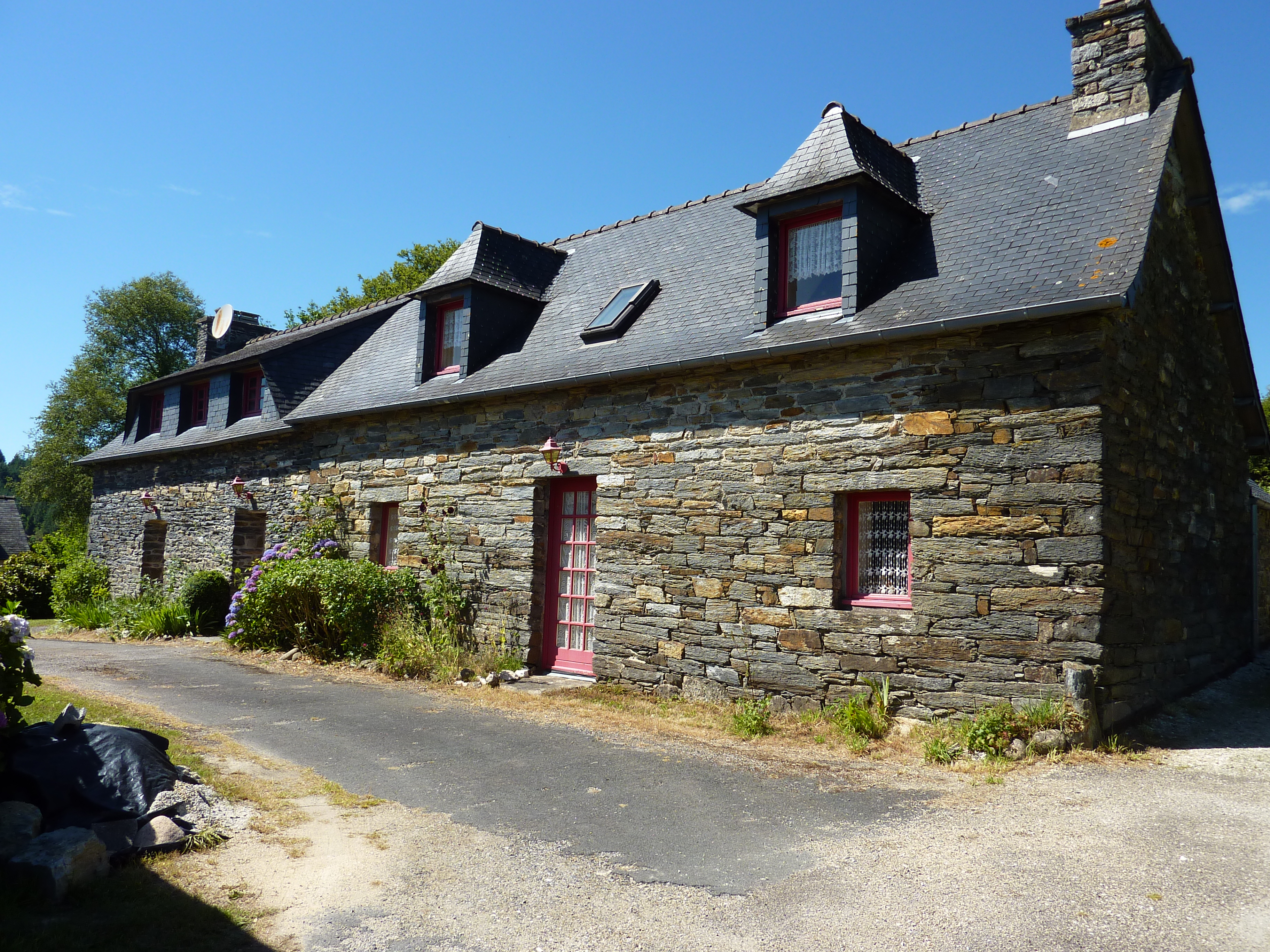
Le bourg : longères rénovées.

La pauvreté est longtemps restée grande. Dans Le Pater de Saint-Rivoal, chapitre de la Chanson du cidre, Frédéric Le Guyader écrit en 1901 :
 "Saint-Rivoal et Botmeur, perdus dans la montagne,

 sont bien les bourgs les plus tristes de Bretagne

 Quelques taudis épars, autour d'un clocher gris.

 Point d'arbres. Si ce n'est trois vieux ifs rabougris,

 Qui se meurent, le long des murs du cimetière.

 Çà et là, de grands blocs, couchés dans la bruyère.

 Des blés noirs tout petits. Des seigles avortons.

 Un sol pierreux, où des centaines de moutons

 Broutent dans le silence, et dans la solitude.

 Un pays tout entier, plongé dans l'hébétude,

 Figé, mort, loin du bruit, loin de toute rumeur.

 Voilà pour Saint-Rivoal, moins triste que Botmeur. [...]"

Les loups et l'insécurité ont longtemps été nombreux et l'insécurité grande. Dans sa Chanson du cidre Frédéric Le Guyader raconte la mésaventure d'un berger de Saint-Rivoal âgé de 10 ans :
"Fanchic avait souvent à faire aux loups gloutons,

 Aux bandits détrousseurs de l'Arrée

 Grands seigneurs, souvenirs de toute une contrée

 Qui va de Brennilis jusqu'au bourg de Sizun".

Quelques années auparavant, Anatole Le Braz avait donné de Saint-Rivoal une description beaucoup plus optimiste : « La descente est presque vertigineuse, surtout dans les chars-à-bancs du pays qui vont le diable. Un bouquet d'arbres, quelques prés, trois moulins échelonnés, qui n'ont guère à moudre que du seigle, deux auberges, un presbytère et une pauvre église, c'est tout Saint-Rivoal, aujourd'hui simple trève de Brasparts, avec un recteur, un adjoint, faisant fonction d'officier de l'état civil, et une institutrice à la tête d'une école mixte. Mais ce coin de terre maigre, perdu dans un repli des monts, est un pays heureux. La misère y est inconnue et, partant, la mendicité.»
La description d'un vieillard du pays par le même Anatole Le Braz est la suivante : « Comme nous regagnons notre char-à-bancs, un vieillard vient vers nous. Il porte le costume antique de la contrée, la veste d'étoupe garnie d'une peau de mouton dont les pans sont resserrés à la taille au moyen d'une languette de cuir, le gilet vaste tombant jusqu'aux cuisses, les braies de berlingue roux, les guêtres de toile blanche.»

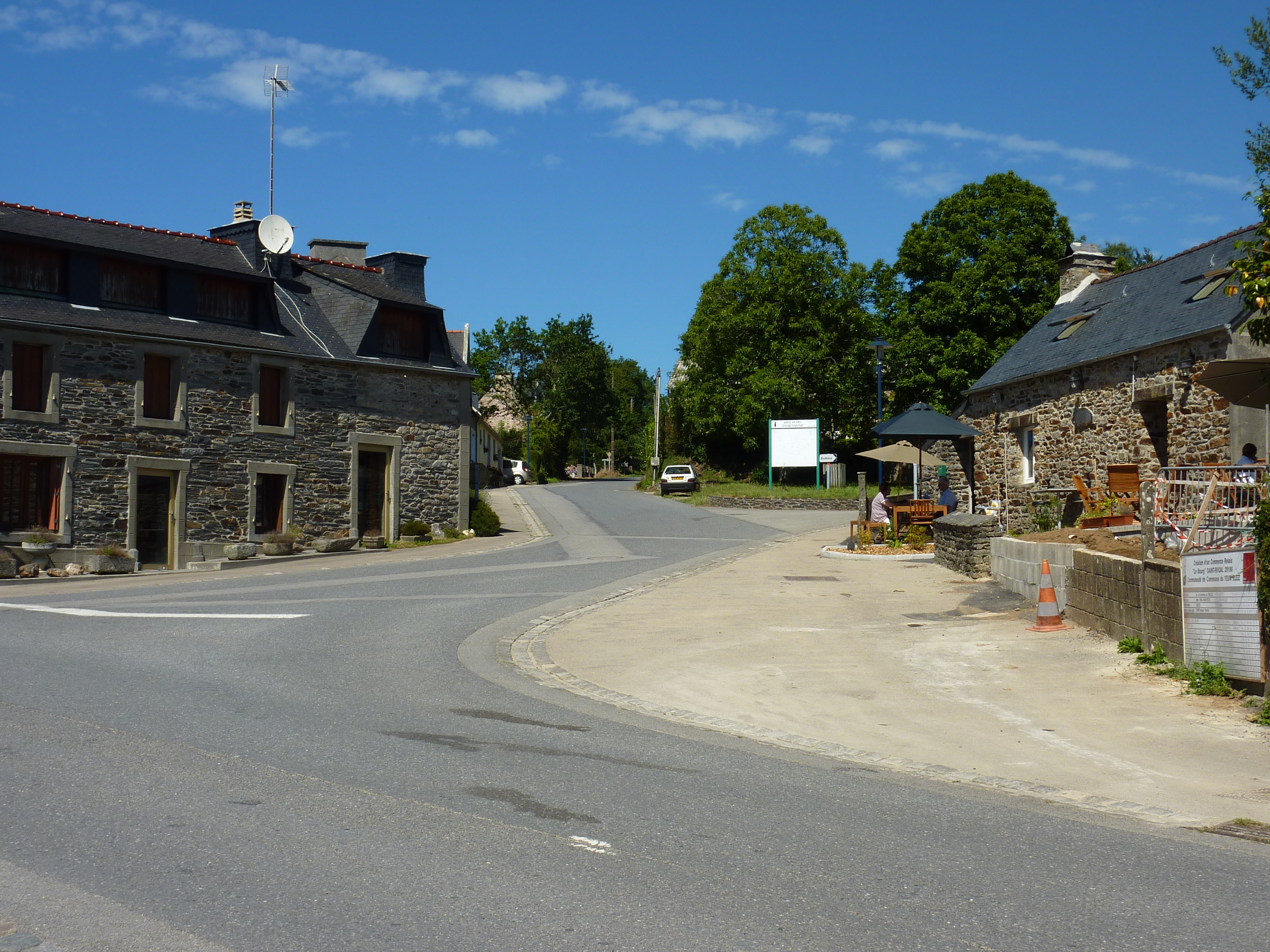
Le bourg : la route vers Botmeur.

#### La construction de l'école
1873 : Saint-Rivoal est un hameau de la commune de Brasparts et ne possède pas d'école.

Le curé a demandé au juge de paix de le « seconder pour obtenir l'établissement d'une école dans sa section, isolée dans la montagne et complètement dépourvue d'instruction ».

Une première classe ouvre rapidement dans un local loué, mais il faudra 6 années de négociation entre le curé et les différentes autorités pour obtenir la construction d'une école.

1879 : Les travaux commence en juin.

1880 : L'école ouvre à la fin de l'année.

### Saint-Rivoal auXXesiècle

#### La vie rurale au début duXXesiècle
Le géographe Camille Vallaux a publié en 1908 une étude sur la vie à Saint-Rivoal au début du XXe siècle. À sa suite, Jean Le Crann a appuyé son mémoire d'histoire contemporaine sur de nombreux témoignages oraux. Au début du XXe siècle, l'habitat a gardé les caractéristiques de la maison traditionnelle : auvent en dalle de schiste, escalier extérieur en pierre, porte cintrée et basse, fenêtres rares et petites, lits clos. Les cultures principales sont alors le sarrasin (la population se nourrissant alors essentiellement de crêpes et de laitages) et le froment dans le toull (partie basse et humide) même si le seigle est encore cultivé. On pratique alors l'assolement triennal : au froment succède l'année suivante l'avoine, puis les plantes-racines (panais, rutabagas, carottes et betteraves), la jachère ne se pratique plus guère. Mais c'est l'élevage bovin laitier qui assure au début du XXe siècle l'essentiel du revenu des paysans de la commune : la vache Durham bretonne a désormais remplacé la race bretonne pie noir d'antan, les prairies se sont beaucoup développées dans les dernières décennies du XIXe siècle aux dépens des terres incultes de la montagne, les bovins étant nourris d'ajonc pilé et broyé l'hiver. La surface agricole utile est alors à son extension maximale et les amendements calcaires (chaux, maërl) utilisés. Les pentes de la montagne et la vallée du Rivoal sont alors totalement défrichées. Camille Vallaux décrit aussi dans son article des derniers défrichements, effectués entre 1880 et 1900 à Pen-Yun-ar-Poul, en périphérie du marais du Yeun Elez sur les premières pentes orientales de l'Arrée, à l'est de la route Morlaix-Quimper.

#### La Première Guerre mondiale et l'entre-deux-guerres

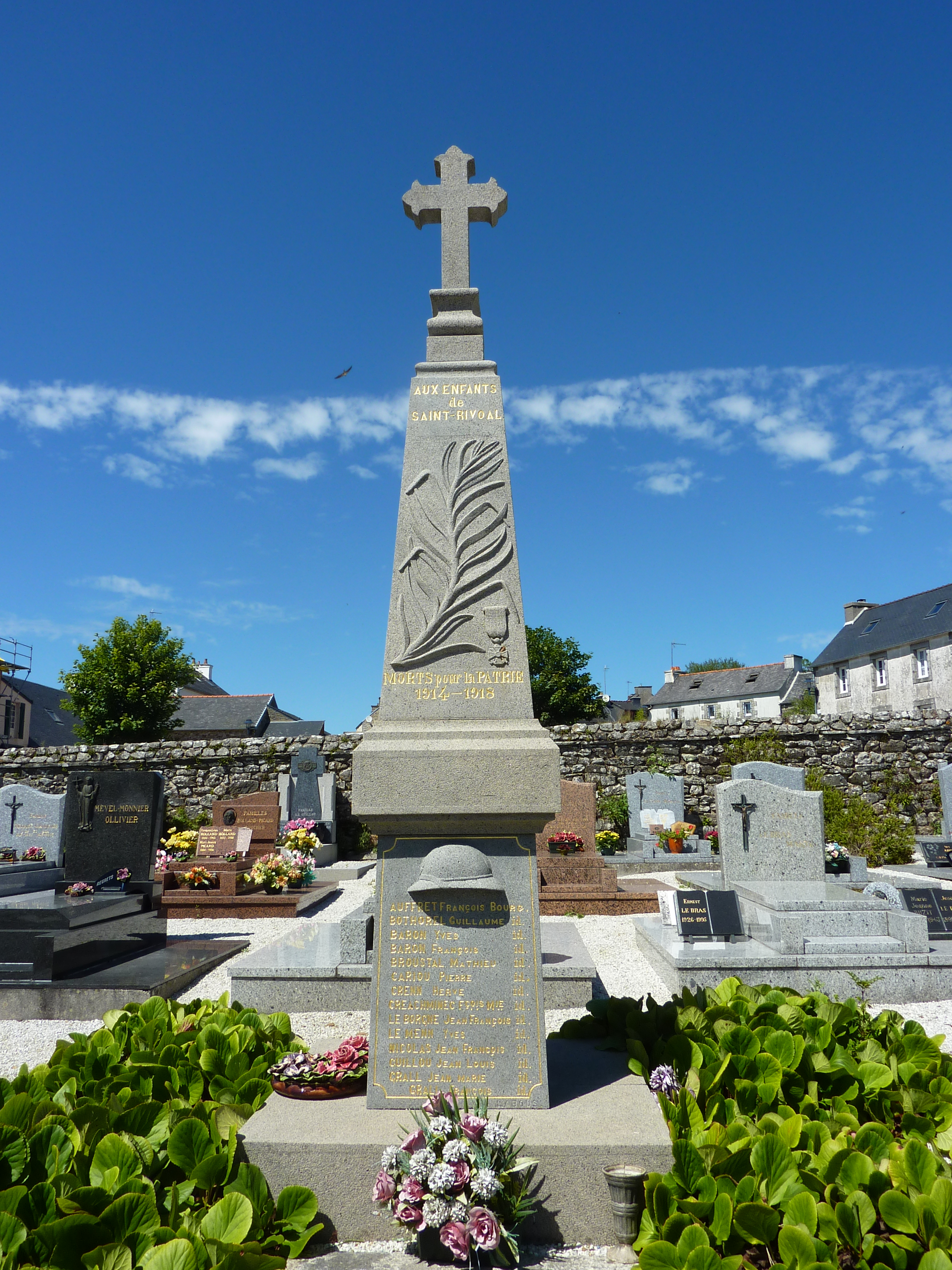
Le monument aux morts.

Parmi les soldats originaires de Saint-Rivoal morts pendant la Première Guerre mondiale, Jean-Louis Guillou, né le 4 décembre 1886 à Saint-Rivoal, est tué le 18 septembre 1915 entre Souain et Perthes ; Jean-François Rannou, né le 2 mai 1889, cultivateur à Coat-Compès, est tué à Souain le 30 septembre 1915.
Un fait divers tragique, la disparition longtemps inexpliquée d'une fillette de Goas-al-Ludu dans la commune que l'on crut un temps avoir retrouvée à Cherbourg et ramenée un temps dans « sa » famille, avant que l'on s'aperçoive qu'il s'agissait d'une erreur car son cadavre fut finalement retrouvé, provoqua beaucoup d'émotion à Saint-Rivoal et dans la région en 1922 (« affaire Pauline Picard »),,,. Beaucoup de rumeurs couraient autour de sa mort, mais d'après la fille de Monsieur Le Meur qui a découvert le corps, il pensait que la jeune fille, qui gardait des chevaux sur la montagne du Leuré, avait sans doute reçu un coup de sabot.
Des charbonniers et des sabotiers ont exercé leur activité jusque vers 1940 dans les bois de la vallée du Nivot. L'électricité n'est arrivée qu'en 1953 dans certains villages comme Kergombou.

#### La Seconde Guerre mondiale
Paul Quéinnec, né à Saint-Rivoal, est décédé en août 1944 des suites de ses blessures lors du combat de Brasparts du 16 août 1944 contre les Allemands.

#### L'après-Seconde-Guerre-mondiale
Vers 1950, l'école de Saint-Rivoal comptait trois classes. Les enfants y venaient, chaussés de sabots de bois cloutés, ceux du bourg ayant souvent des sabots à bride (boutou bourred) ; en temps de pluie, souvent un sac de jute qui avait contenu de l'engrais tenait lieu d'imperméable, le jute épongeant les petites ondées.
La première école publique bilingue, grâce à la circulaire Savary de juin 1982 qui permettait des classes expérimentales bilingues, ouvrit à la rentrée 1982 à Saint-Rivoal.
En 2012, la commune a obtenu le label « Communes du Patrimoine Rural de Bretagne » pour la richesse de son patrimoine architectural et paysager.

## Politique et administration

### Liste des maires
| Période                                  | Période     | Identité             | Étiquette        | Qualité                       |
| ---------------------------------------- | ----------- | -------------------- | ---------------- | ----------------------------- |
| 1925                                     | 1957        | François Louis Mével | socialiste       | Agriculteur                   |
| 1957                                     | 1989        | Louis GUILLOU        | PS               | Agriculteur                   |
| 1989                                     | 1995        | Gaëtan PINCHAULT     |                  | Agriculteur                   |
| 1995                                     | 26 mai 2020 | Yves-Claude GUILLOU  | App.PCF → App.FI | Cheminot retraité             |
| 26 mai 2020                              | En cours    | Mickaël TOULLEC      | NFP              | Cadre de la fonction publique |
| Les données manquantes sont à compléter. |             |                      |                  |                               |

## Démographie
La commune n'ayant été créée qu'en 1925, les recensements antérieurs n'indiquent pas la population de Saint-Rivoal, alors incluse dans celle de Brasparts.
| 1926 | 1931 | 1936 | 1946 | 1954 | 1962 | 1968 | 1975 | 1982 |
| ---- | ---- | ---- | ---- | ---- | ---- | ---- | ---- | ---- |
| 579  | 509  | 490  | 424  | 358  | 311  | 257  | 225  | 208  |

| 1990 | 1999 | 2006 | 2007 | 2012 | 2017 | 2022 | - | - |
| ---- | ---- | ---- | ---- | ---- | ---- | ---- | - | - |
| 172  | 164  | 171  | 172  | 170  | 194  | 220  | - | - |

Commentaire : Le déclin démographique de la commune depuis sa création est très net; en proie à l'exode rural, Saint-Rivoal a perdu régulièrement des habitants : 415 habitants en 73 ans, soit -71,6 %. Une timide remontée peut toutefois être constatée dans les premières années du XXIe siècle, mais le solde naturel prouve une commune en cours de désertification : de 1998 à 2007 inclus, donc en dix ans, la commune a enregistré quatre naissances seulement pour 32 décès. Le solde migratoire est certes légèrement positif depuis 1975 ; cela est dû à la venue de retraités mais aussi à l'installation d'une population jeune en recherche de modes de vie alternatifs. Le vieillissement de la population est important : en 2006, 27,7 % des femmes et 14,6 % des hommes étaient âgés de 65 ans et plus. Cependant, depuis 2010, on constate que tous les logements construits récemment au bourg par la communauté des communes du Yeun-Elez, par un organisme HLM ou par des particuliers (dans l'éco-lotissement et d'autres terrains constructibles) sont occupés par une population professionnellement en activité.

## Langue bretonne

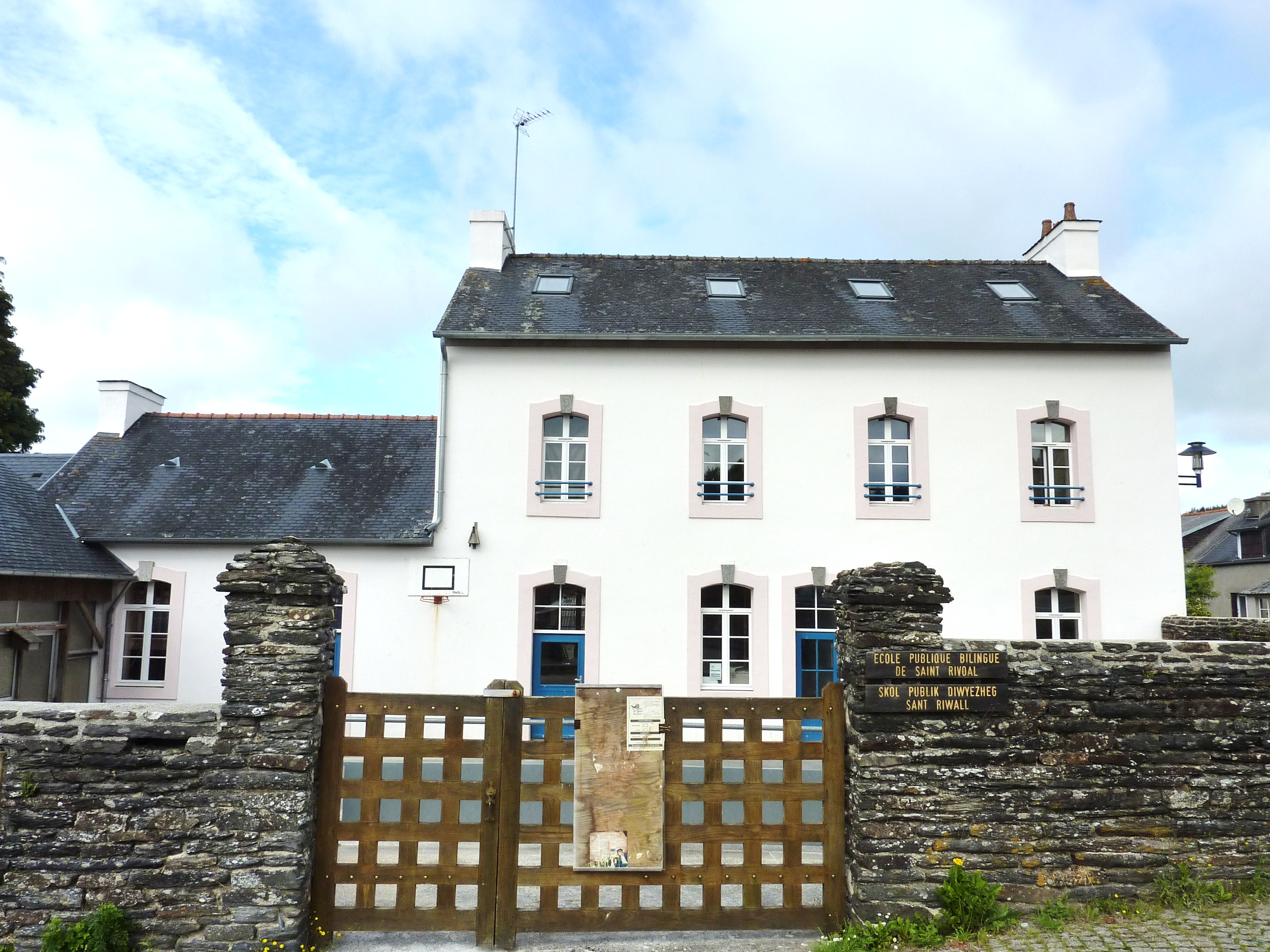
L'école publique bilingue français-breton.

Depuis sa création, la plus grande partie des enfants de la commune a fréquenté l'école publique bilingue (connue sous le nom de Skol Sant-Riwal = école de Saint-Rivoal), école primaire bilingue.

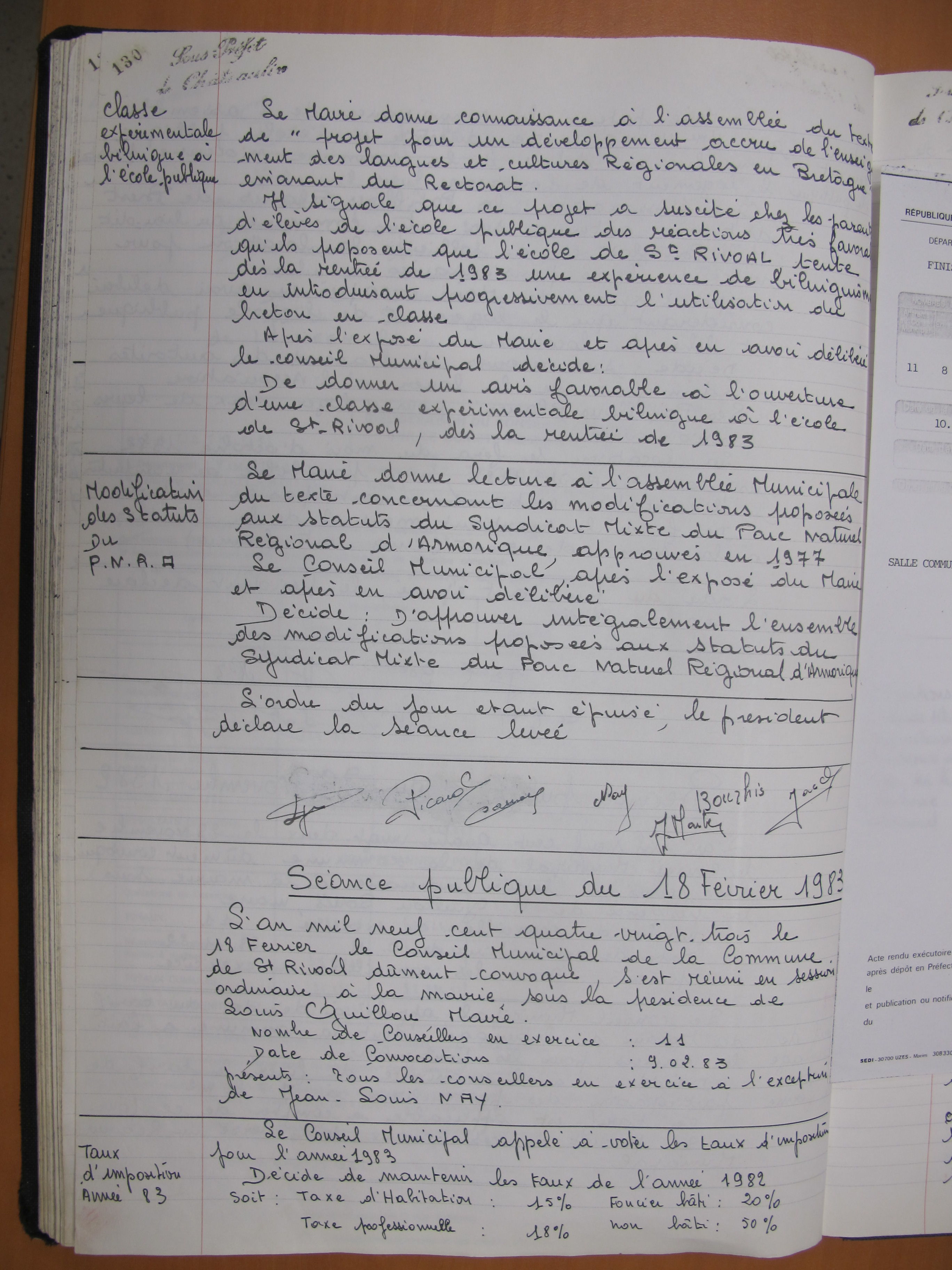

École publique bâtie en 1879, ayant eu jusqu'à trois classes dans la première moitié du XXe, cette école est la première dans le Finistère à avoir demandé le statut d'école publique bilingue en 1982, à la suite d'une circulaire du ministre de l'Éducation, Alain Savary. Ce changement de statut, quelque peu troublant pour une partie de la population au début, a permis le maintien d'effectifs suffisants pour justifier deux postes d'enseignants bilingues au lieu d'un seul poste monolingue dans les années précédentes. Le dynamisme de l'Association des parents d'élèves, le soutien de la mairie et de la communauté de communes du Yeun Elez, les pratiques des enseignants et les bonnes relations avec les habitants ont fini par convaincre les plus réticents et faire venir de nombreux élèves des communes environnantes, Saint-Rivoal suivant en cela l'évolution générale de la société vers une perception positive de la langue bretonne. Cependant, quelques familles ont fait un autre choix de scolarisation unilingue à l'école Diwan de Commana, ou de scolarisation en monolingue-français dans d'autres écoles du secteur (Sizun, Commana, Brasparts), la commune de Saint-Rivoal ayant la particularité d'avoir une école publique entièrement bilingue (de manière générale, les classes bilingues du public sont intégrées dans un site d'école maternelle ou élémentaire ordinaire).
À la rentrée 2016, 39 élèves étaient scolarisés dans la filière bilingue publique (soit 100 % des enfants de la commune inscrits dans le primaire).

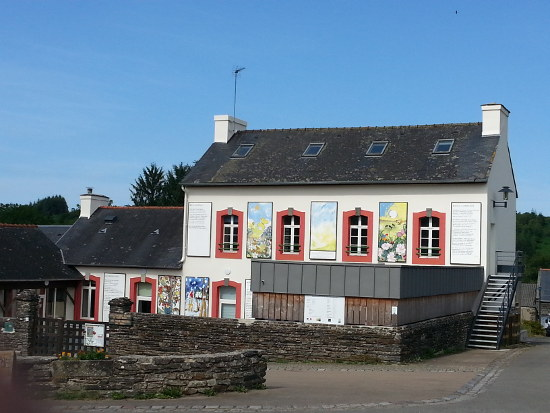

À la suite d'un rajeunissement de la population, la fréquentation de l'école a sensiblement augmenté, à tel point que la municipalité a réalisé une modification de la capacité d'accueil de la cantine et des salles de classe (2017 à 2019). La façade avait été décorée par le peintre Régis Bradol en 2013 sur des thèmes de la poétesse Anjela Duval à l'occasion des trente ans de l'enseignement bilingue en Bretagne.

## Monuments et sites

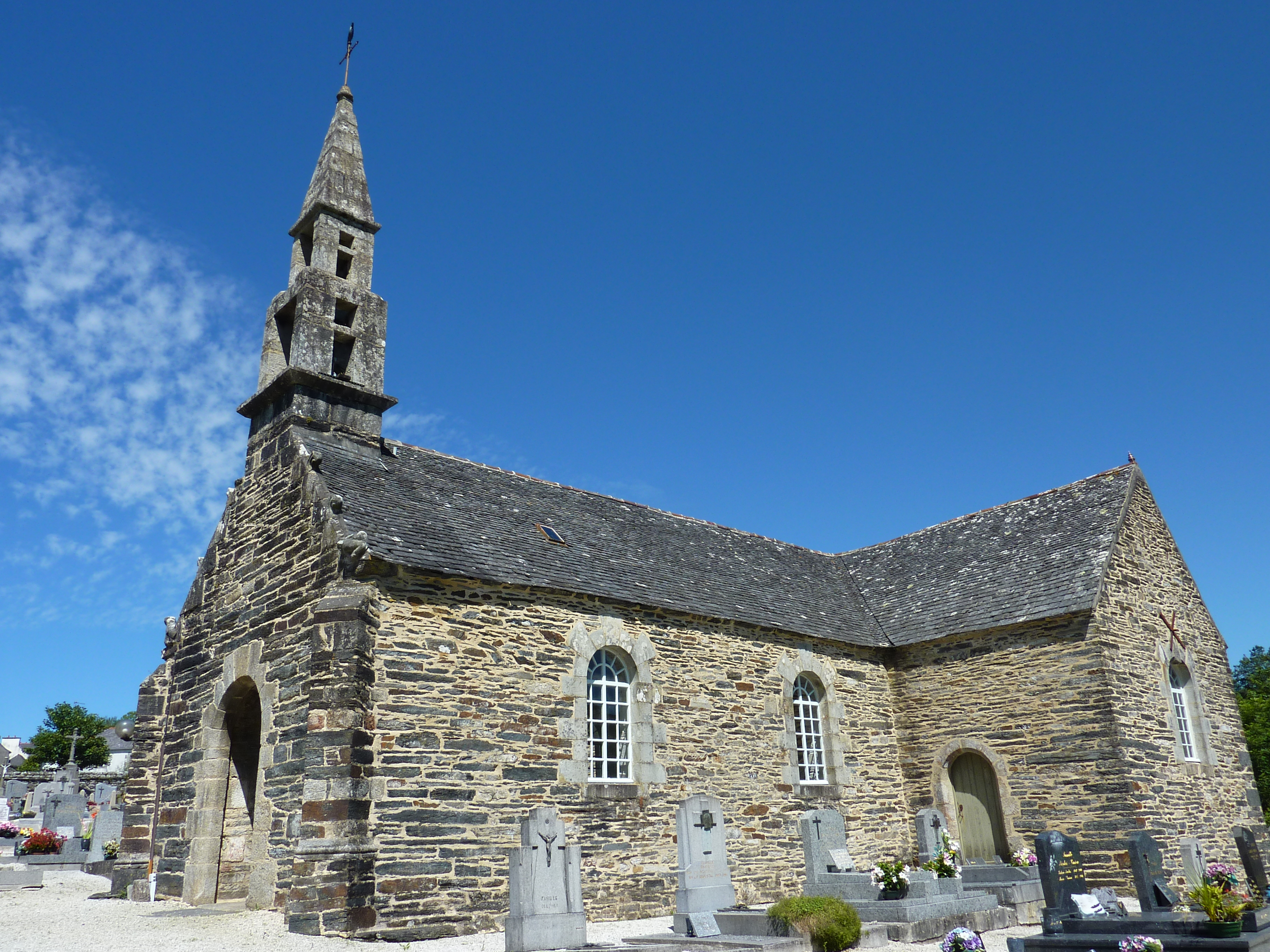
L'église paroissiale : vue extérieure.

L'église Saint-Rivoal a été construite entre 1838 et 1843, remplaçant une église antérieure en très mauvais état et qui datait probablement du XVIe siècle. Les plans du nouvel édifice furent établis par l'architecte Théodore Boyer, de Morlaix qui conserva une partie des volumes et des murs de l'église d'origine. C'est un plan en forme de croix latine à nef unique avec chevet à pans coups à l'extérieur. De l'ancienne église ont été conservés les contreforts et les crossettes du pignon ouest représentant un lion (angle nord) et un homme (angle sud). Le gros œuvre est en moellons de schistes, le matériau le plus répandu dans la commune et aussi en grès et granite. La flèche est en maçonnerie, le granite provenant probablement de la carrière du Goël en Brasparts. Le cadastre de 1813 fait état d'un ossuaire aujourd'hui détruit et qui était situé dans l'angle nord-ouest du cimetière.
Une partie du mobilier de l'église provient de l'église antérieure. Le maître-autel, en tombeau galbé, porte un retable du XVIIIe siècle à colonnettes torses et dorées et porte deux bas-reliefs polychromes : le couronnement d'épines à gauche et la flagellation à droite. Sur la corniche, se trouvent des statuettes dont celles de saint Sébastien et de sainte Apolline en bois polychrome. Le chœur recouvert de lambris avec des appliques dorées.
Deux autels en tombeau galbé avec retables-lambris à pilastres se trouvent dans les deux chapelles latérales : au sud, une toile représentant le purgatoire se trouve entre les statues de saint Pierre et de la sainte Trinité, le Père assis tenant son Fils debout sur le globe du monde, le Saint-Esprit ayant disparu ; dans celle du nord, la toile du Rosaire est entourée des statues de saint Guénolé et de saint Herbot.
Les fonts baptismaux en kersanton et à cuve ovale, décorés de têtes d'anges et d'écusson qui ont été martelés, portent l'inscription « M:M/LARER:1661/Y:QVEINNEC:F ». Une statue de saint Corentin se trouve au-dessus.
Des statues en bois polychrome ornent le chœur, outre celles des retables : une Vierge à l'Enfant et saint Rivoal en moine et dans deux niches plates à parcloses saint Jean-Baptiste et saint Yves assis.
Anatole Le Braz décrivait ainsi l'église à la fin du XIXe siècle : « Elle ne paye pas de mine, cette église, dans son cimetière planté de sapins que prolonge un champ de pommes de terre en fleurs. L'herbe y pousse haut et dru dans cet enclos paisible ; les tombes sont faites d'une ardoise grossière, à peine équarrie. (...). Tout est primitif dans cette église ; les confessionnaux même y ressemblent fort à des lits clos de la campagne cornouaillaise ».

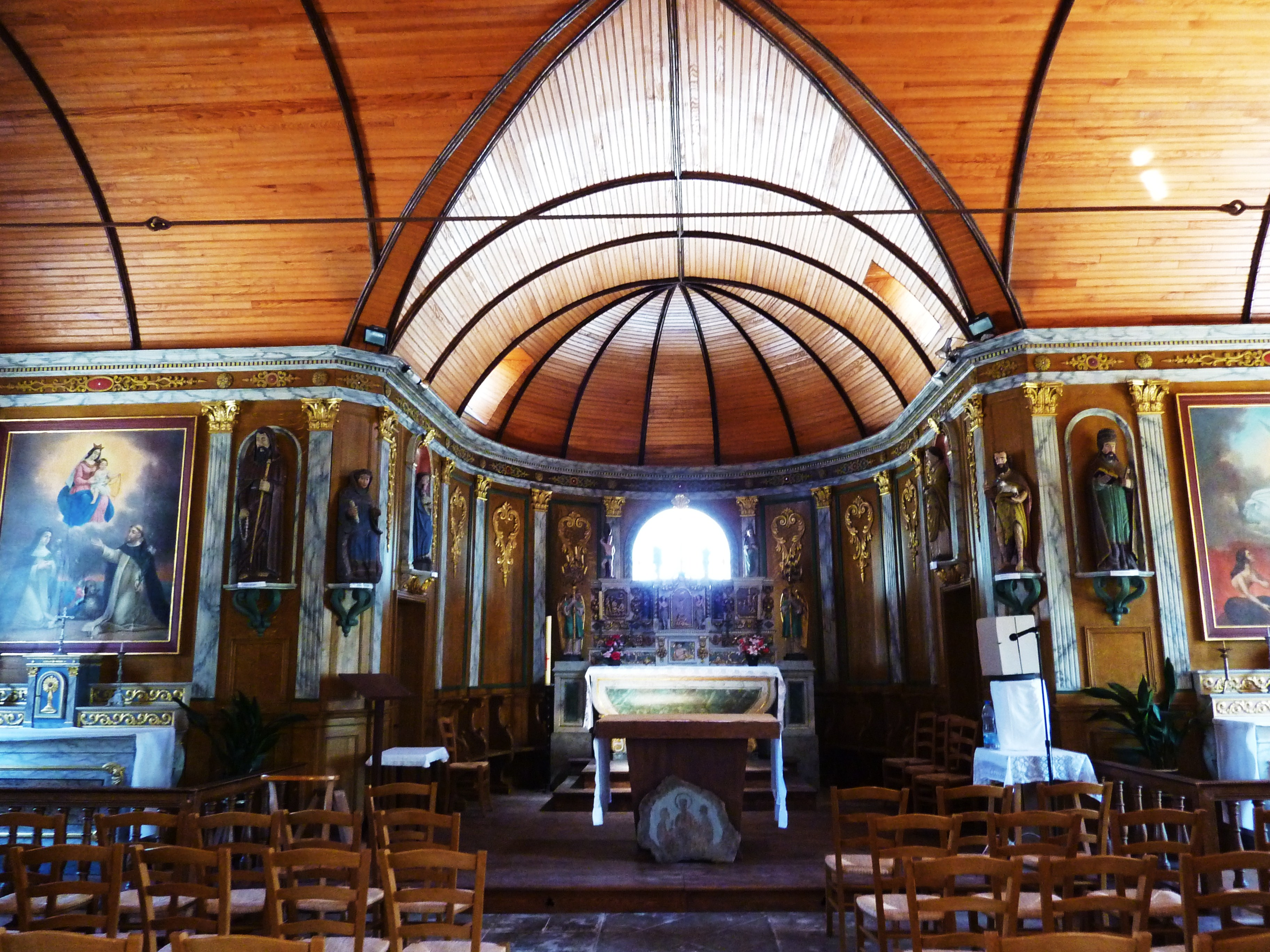
Église paroissiale : le chœur.
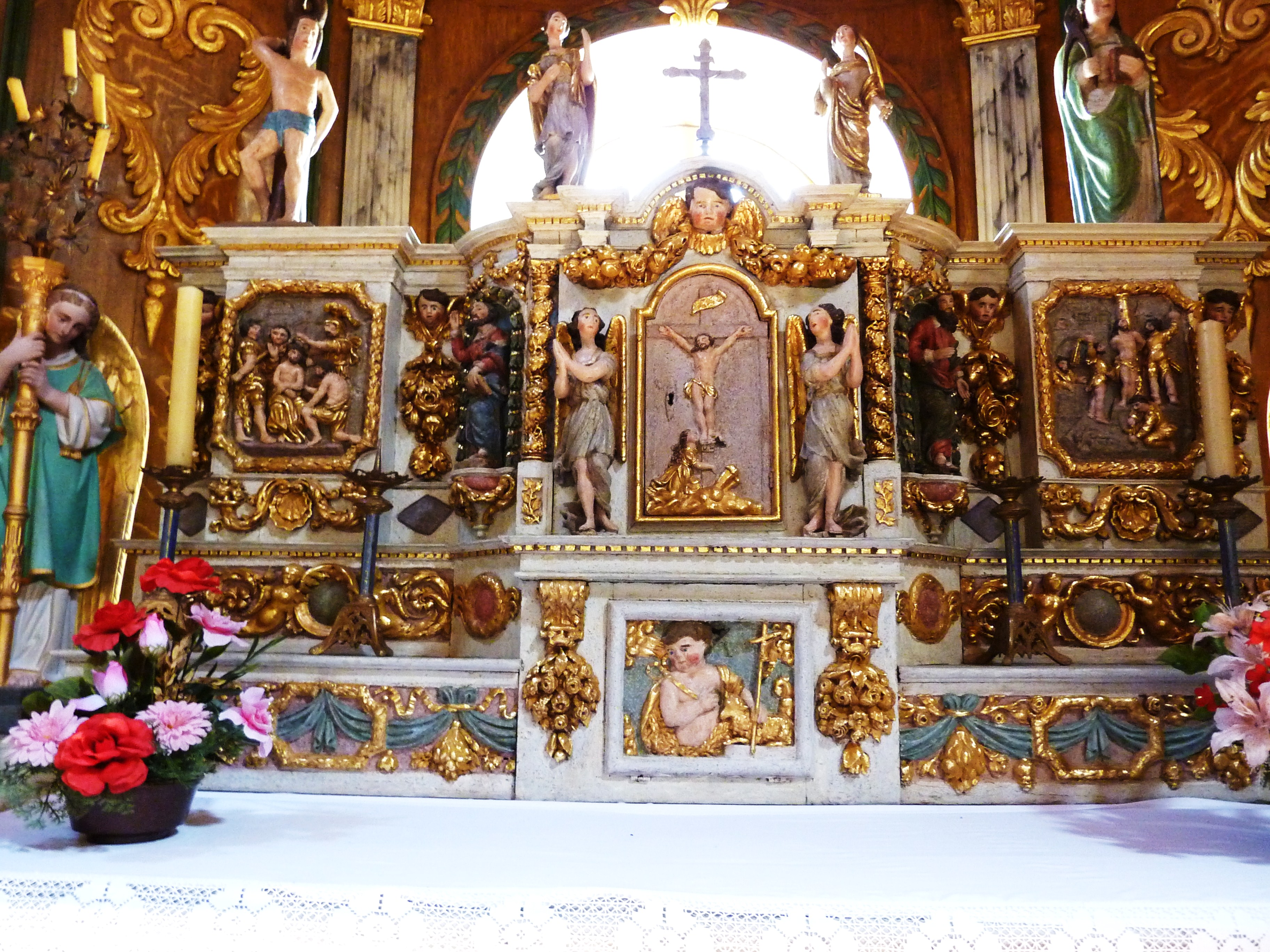
Église paroissiale : le retable du maître-autel.
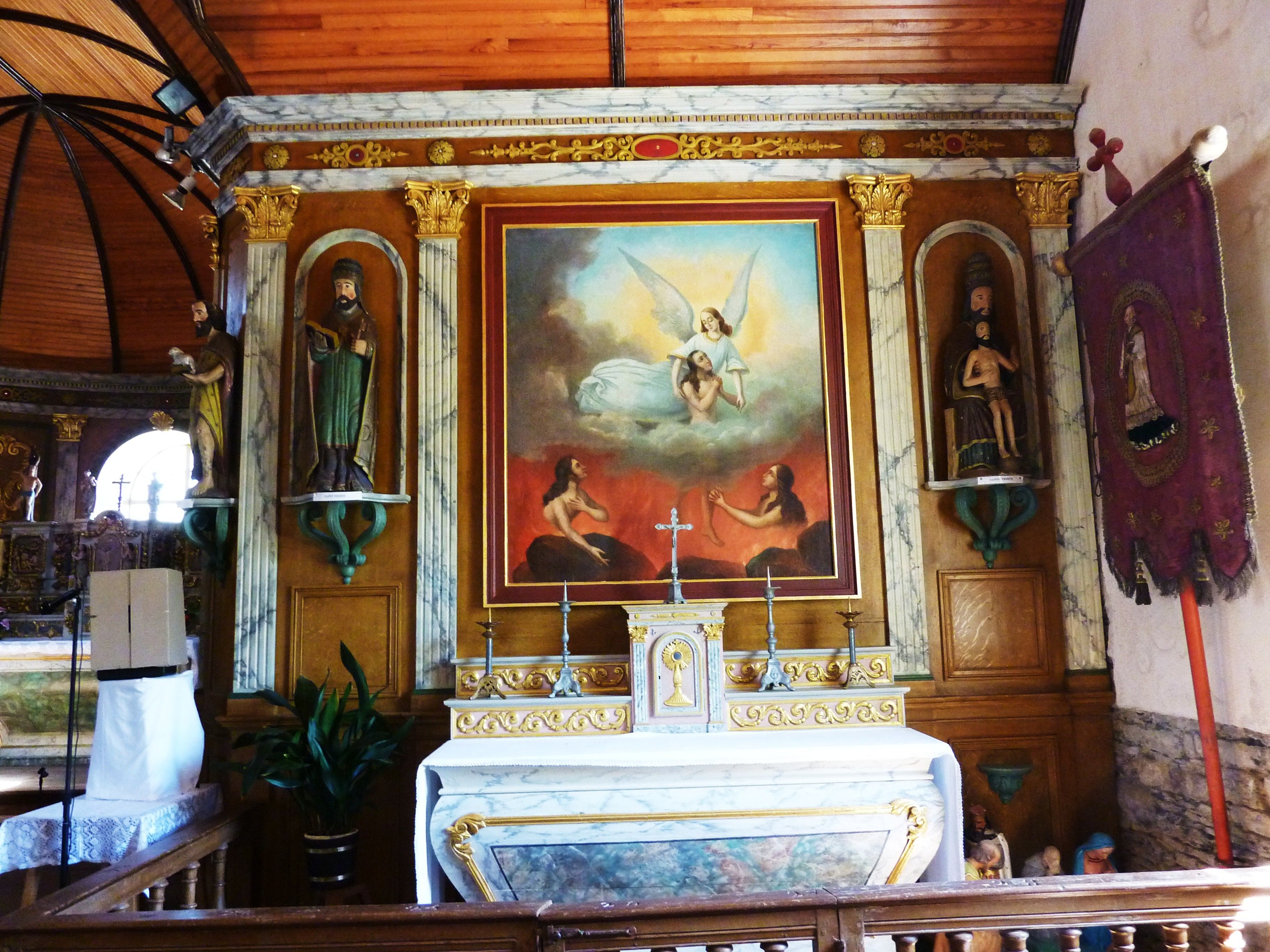
Église paroissiale : autel latéral côté sud (Purgatoire).
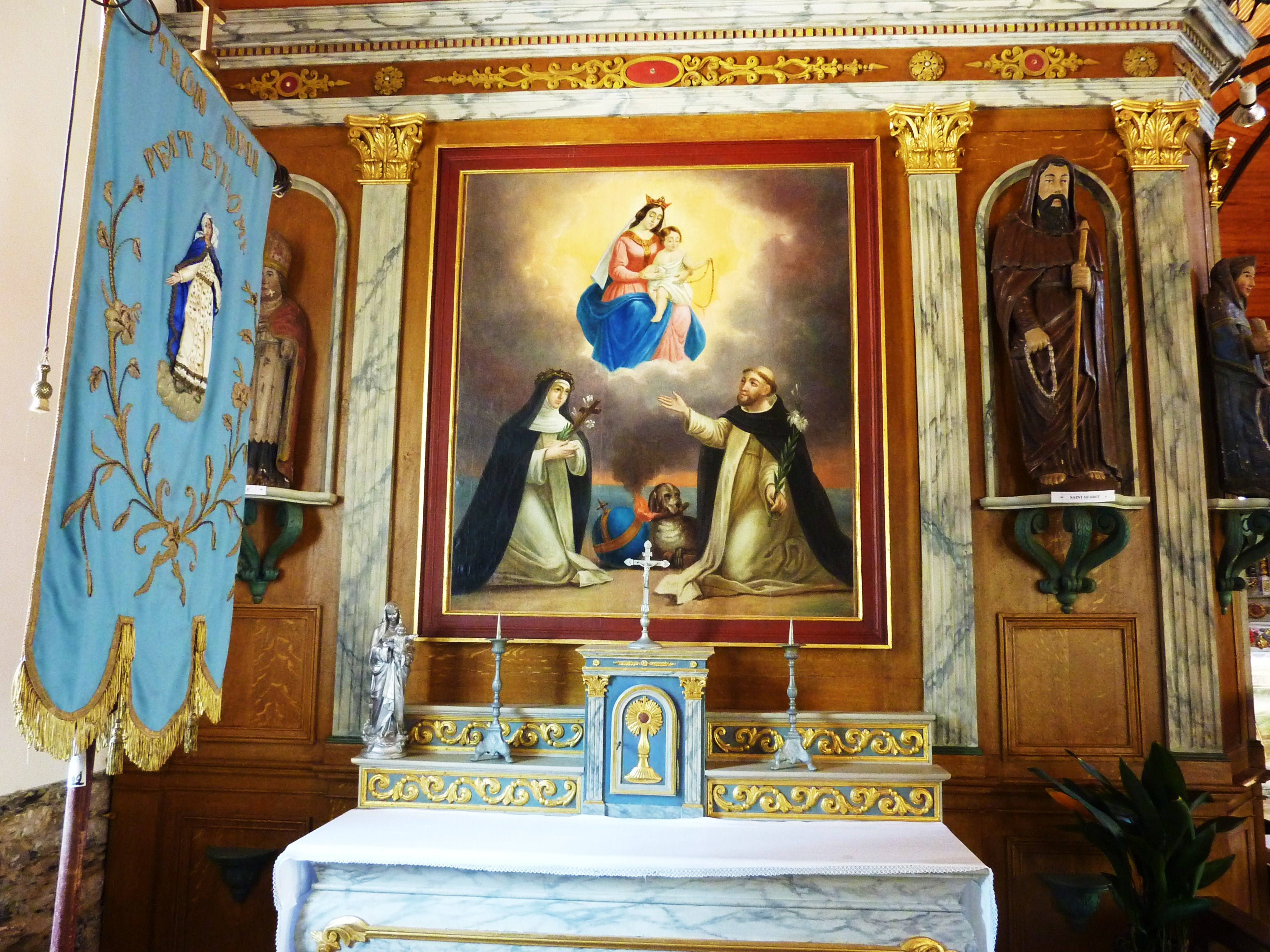
Église paroissiale : autel latéral côté nord (Rosaire).
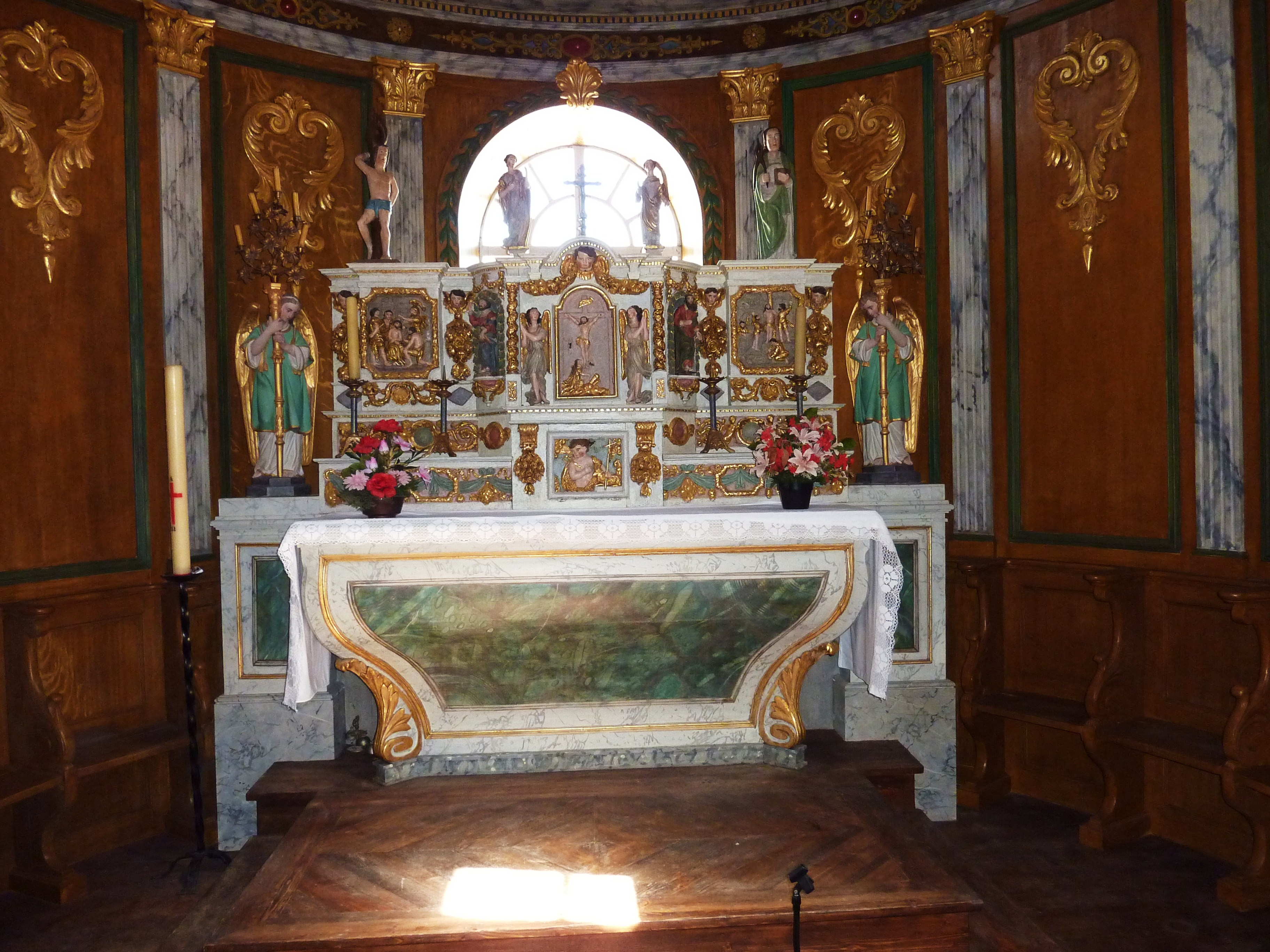
Église paroissiale : le maître-autel.
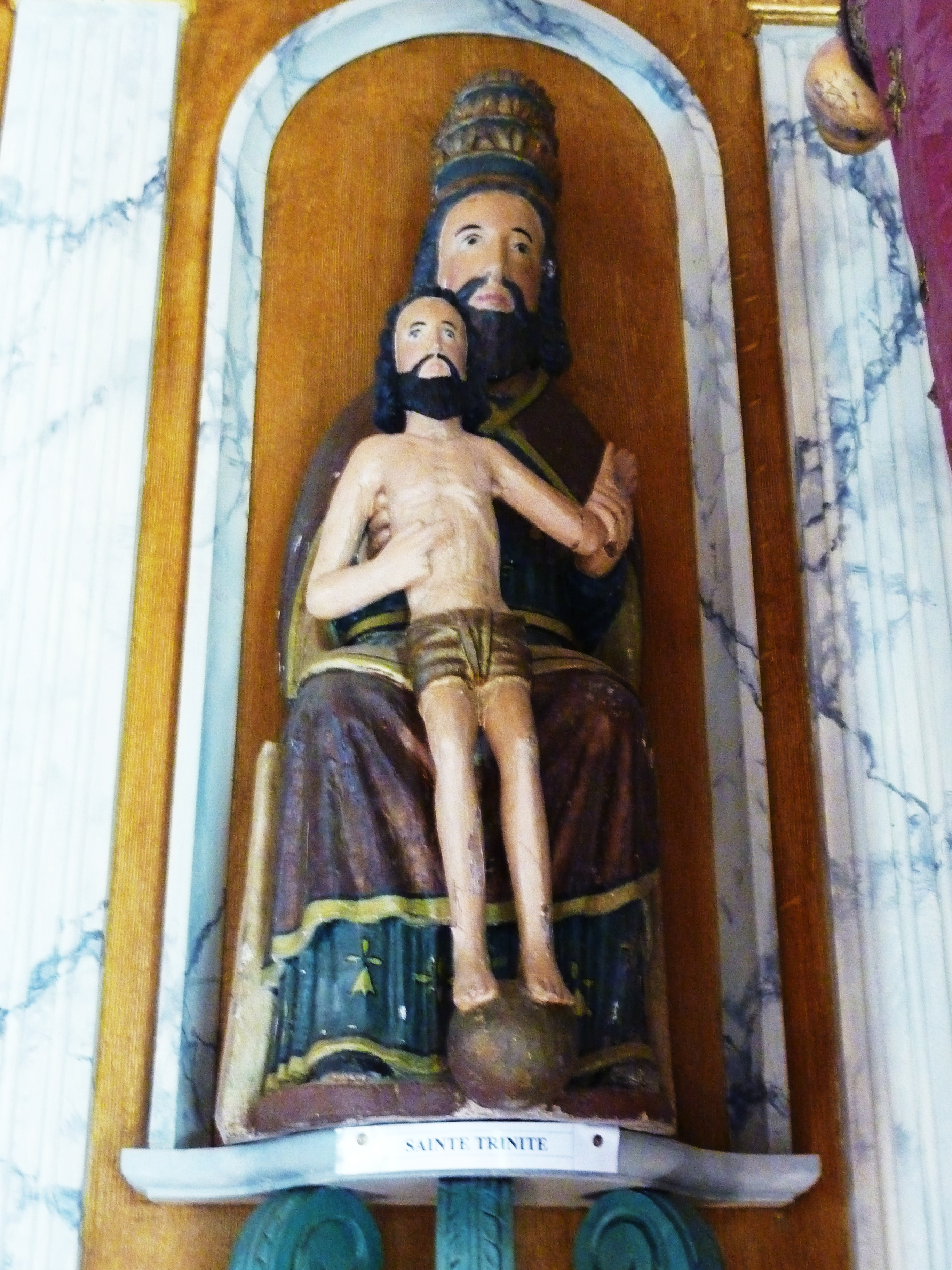
Église paroissiale : statue de la Saine-Trinité.
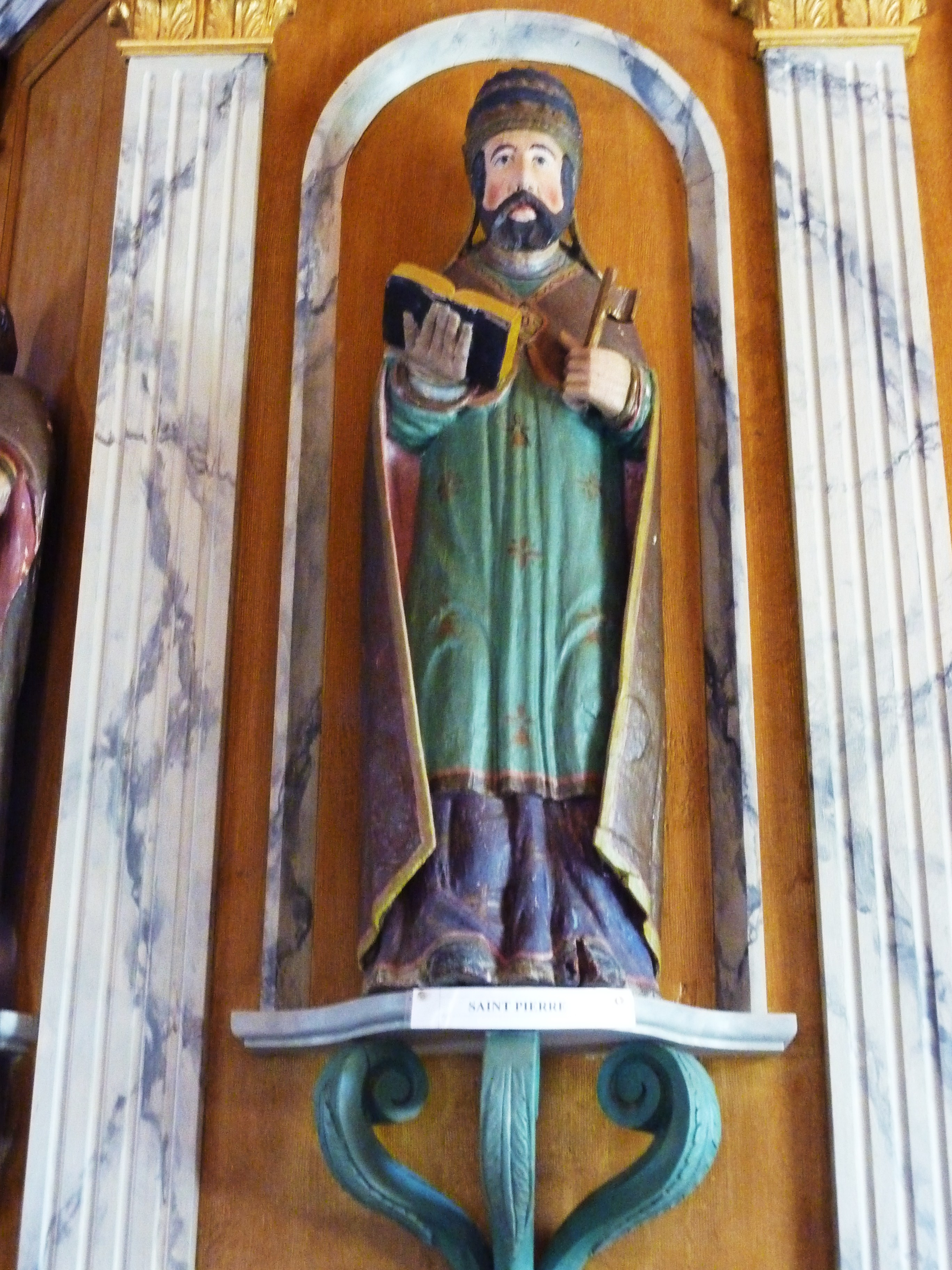
Église paroissiale : statue de saint Pierre.
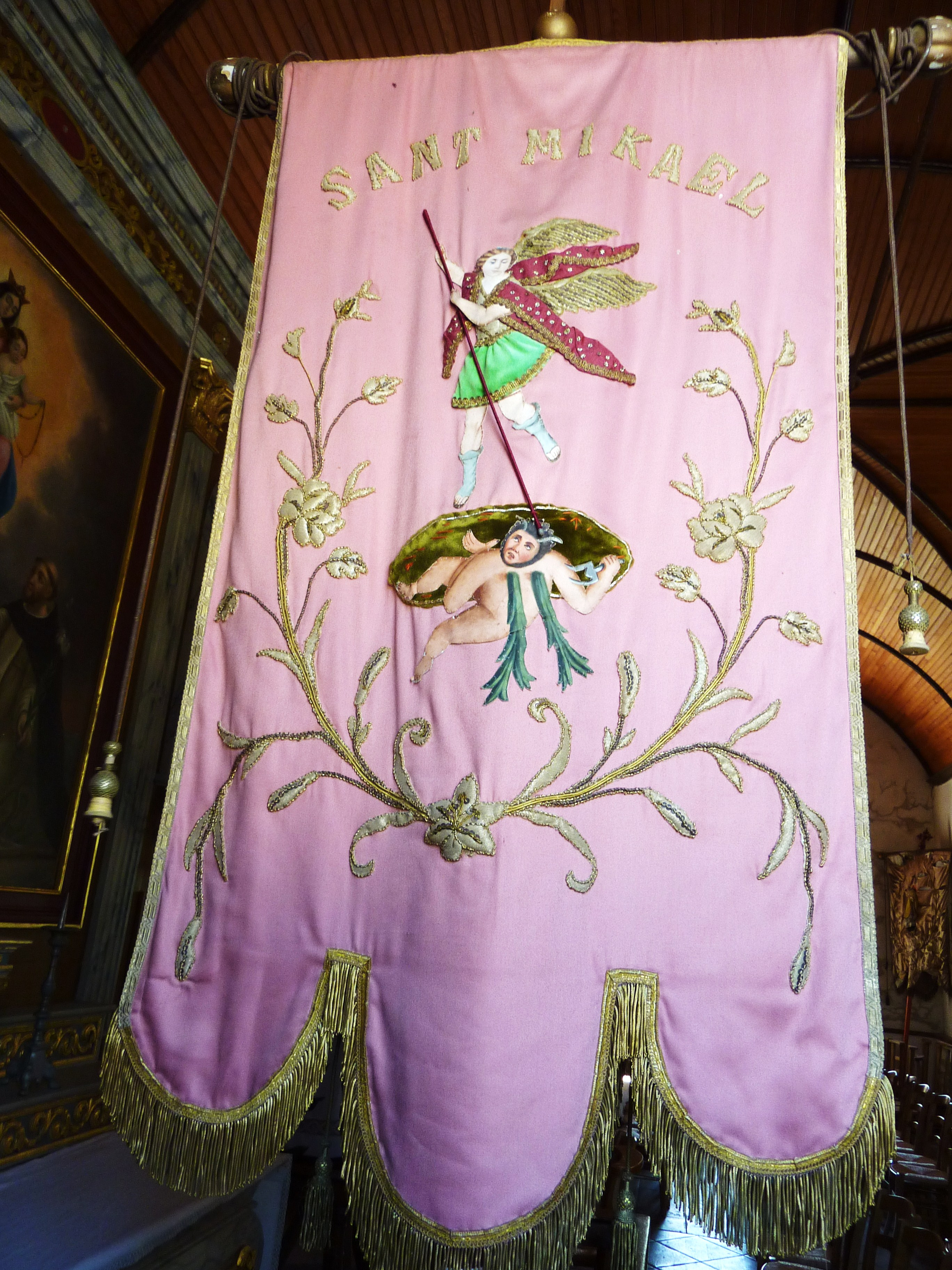
Bannière de procession de saint Michel.
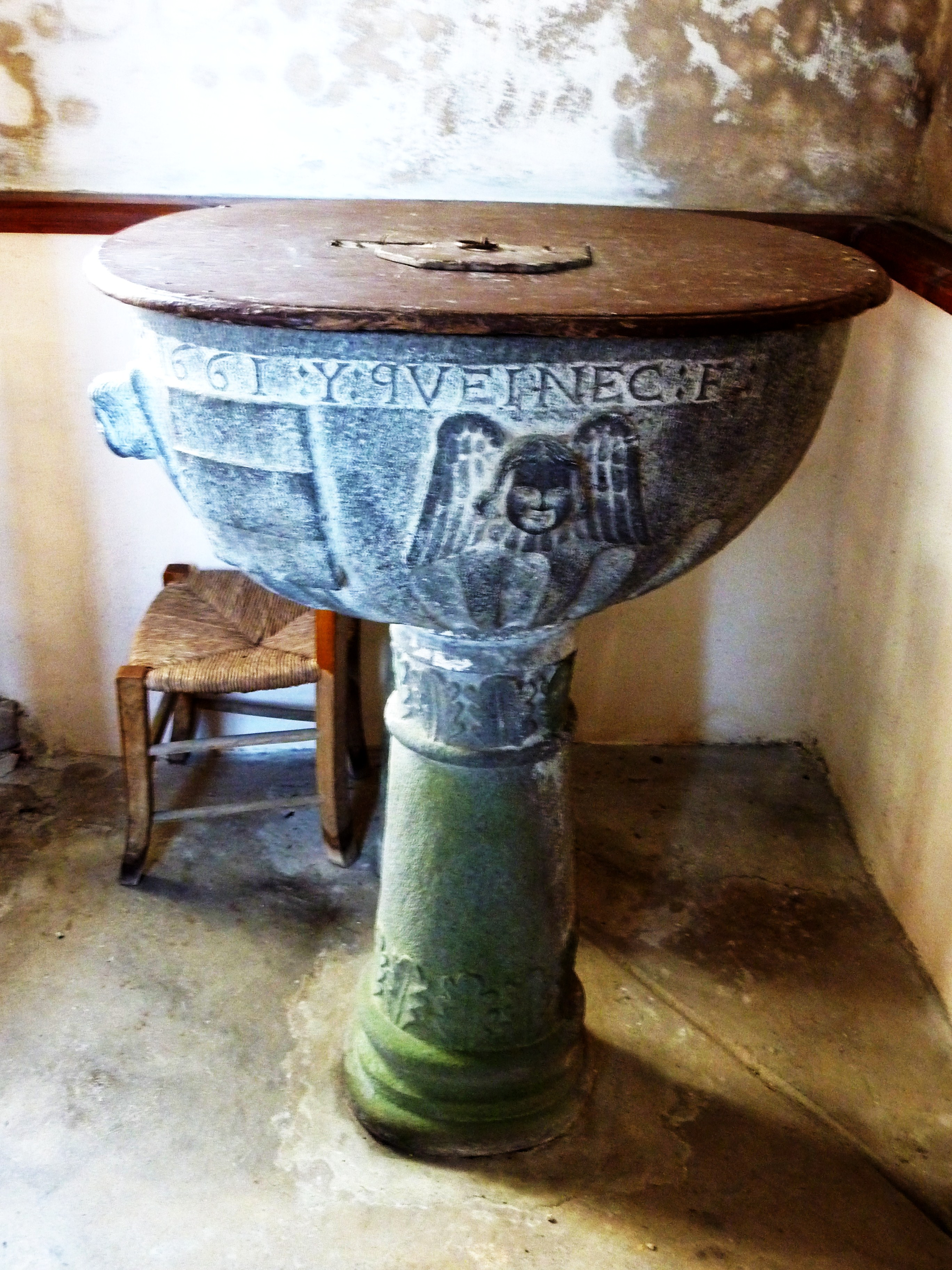
Église paroissiale : Fonts baptismaux (1661) en kersantite.
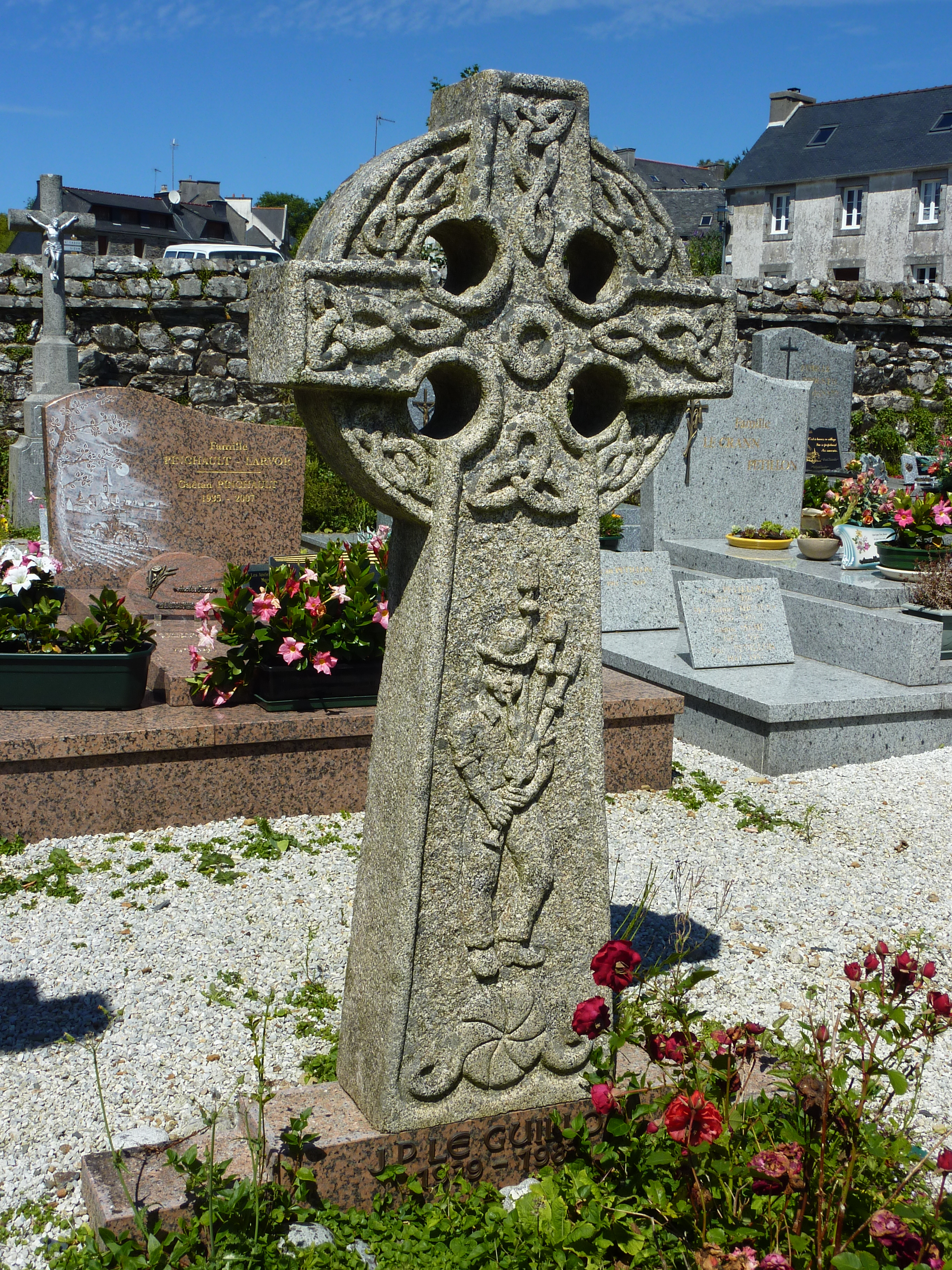
Tombe à croix celtique.
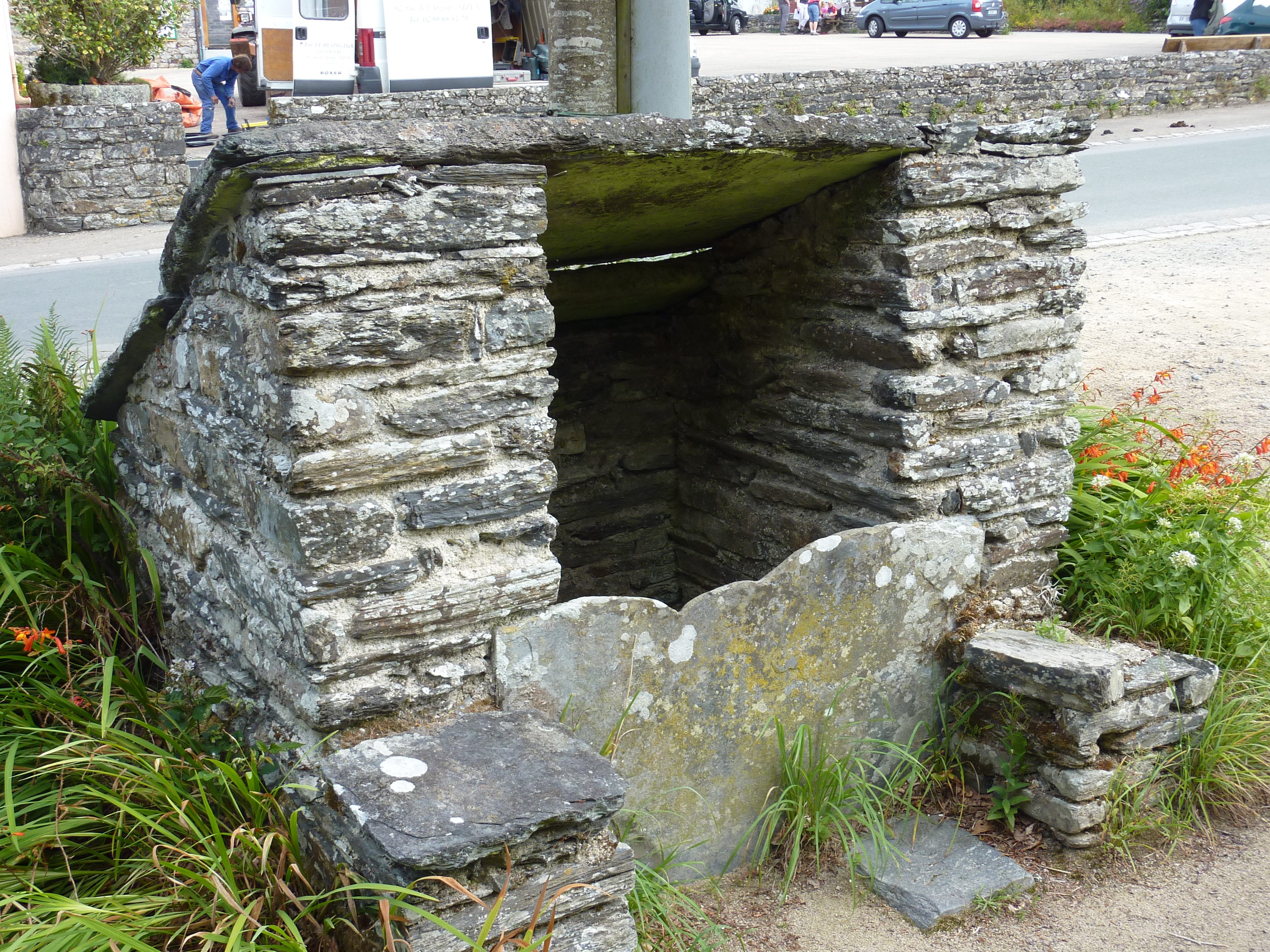
Le puits de l'ancien presbytère.

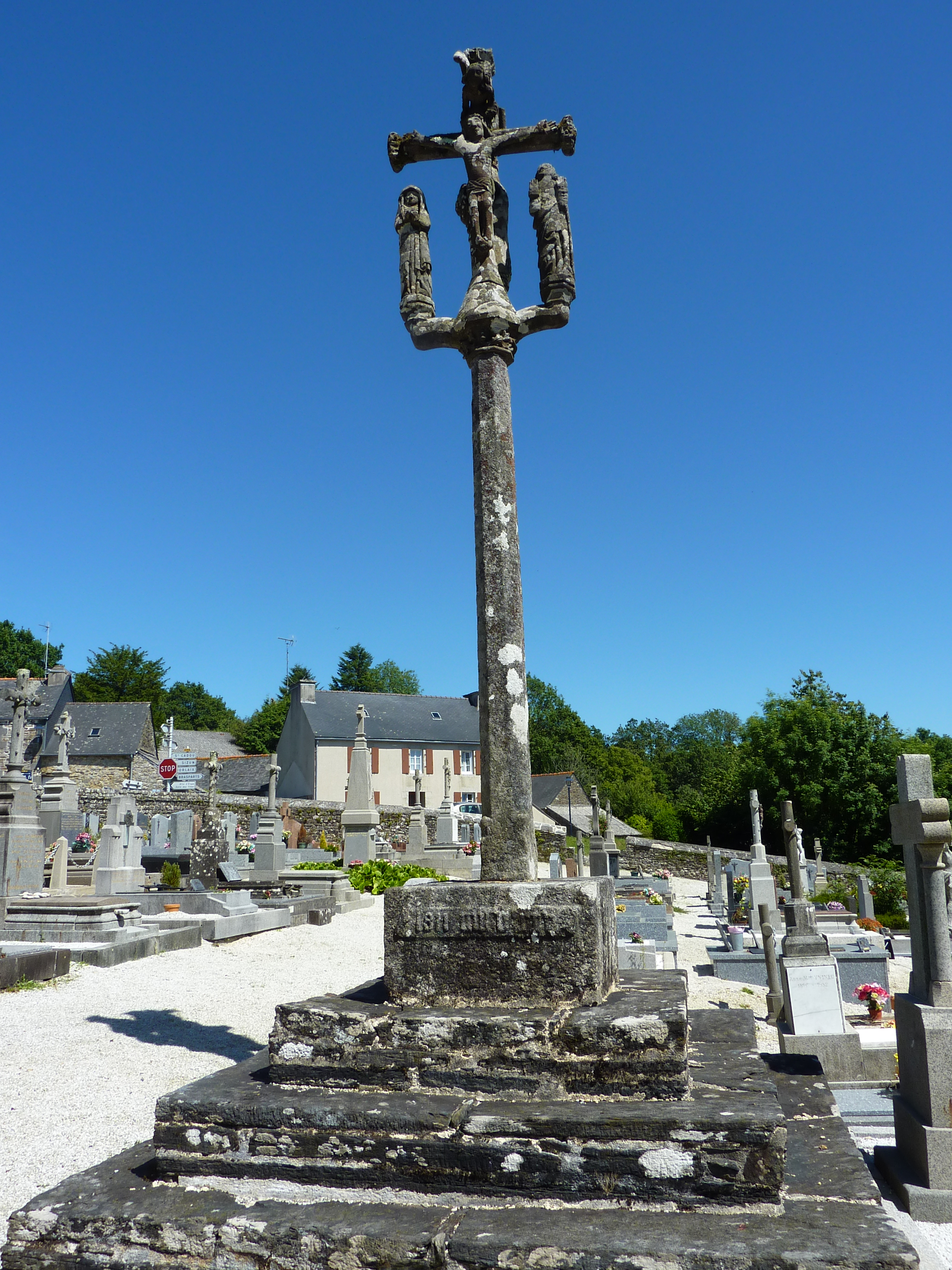
Le calvaire dans l'enclos paroissial.

L' enclos paroissial possède encore son calvaire avec ses trois marches en schiste et un socle cubique en granite où une banderole porte la date 1525 en écriture gothique. La croix, à tronc conique a des parties sculptées en kersantite : sur la face ouest se trouve le groupe de la crucifixion : Christ en croix, Vierge, saint Jean, un ange portant titulus : à l'ouest une Vierge à l'Enfant et un ange orant au-dessus. Ce calvaire est caractéristique de ce que l'on appelle « le petit calvaire breton » (deux personnages sur la branche avec la croix au centre), modèle qui se répand à cette époque.

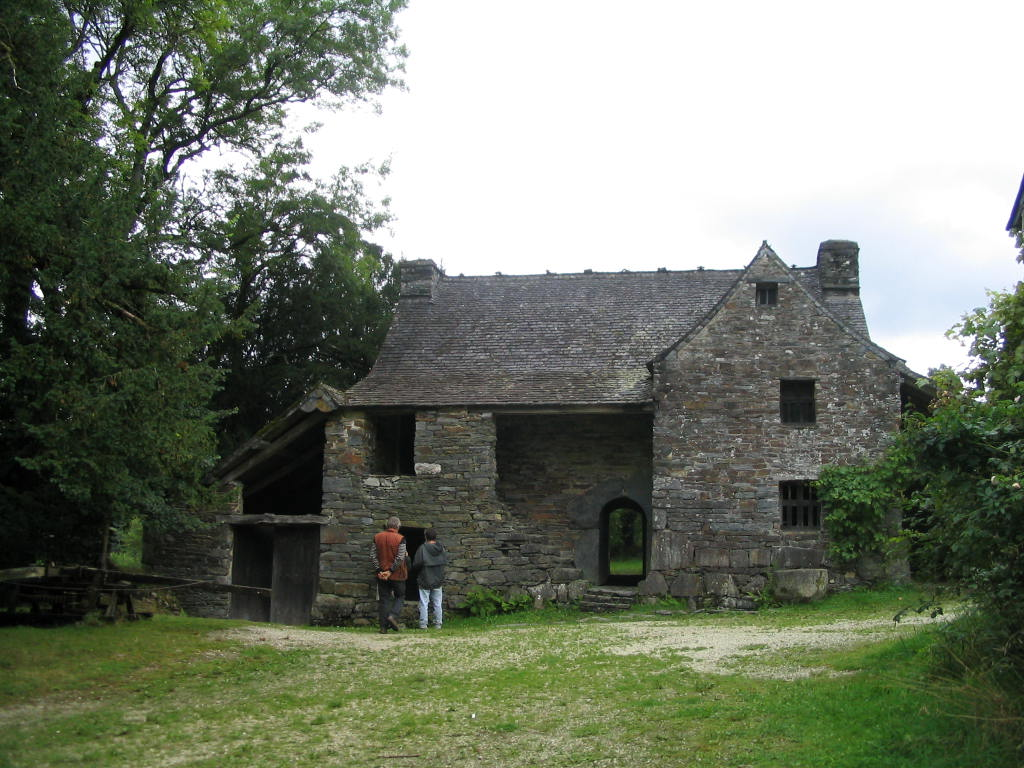
Maison Cornec.

La maison « Cornec ». Construite en 1702 par un paysan aisé nommé Yvon Cornec, époux d'Anne Broustal, comme l'indique la date gravée sur la dalle de schiste formant linteau, située au-dessus de la porte d'entrée ; cette maison est représentative de l'architecture rurale de la région, avec son apoteiz (maison à avancée), son sol en terre battue, son aménagement reconstitué et son escalier extérieur. Elle est représentative de l'habitat aisé de l'époque et fait partie de l'Écomusée des Monts d'Arrée. Four à pain, lavoir et fontaine existent encore à proximité.

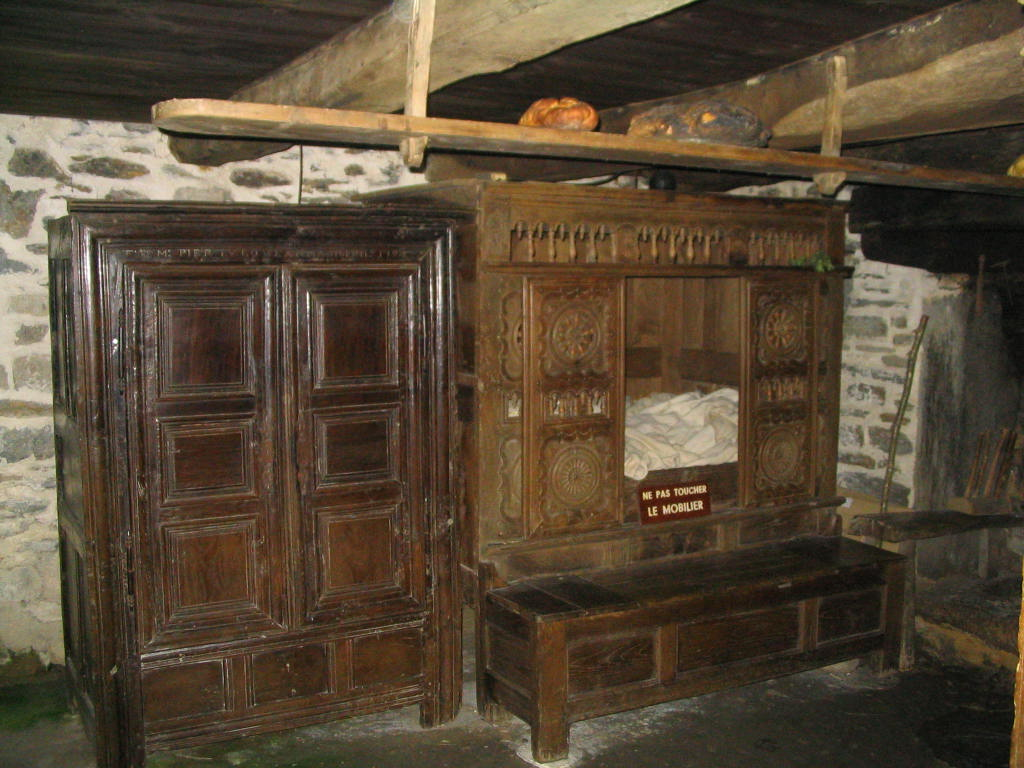
Lit clos et armoire à clous de cuivre dans la maison Cornec.
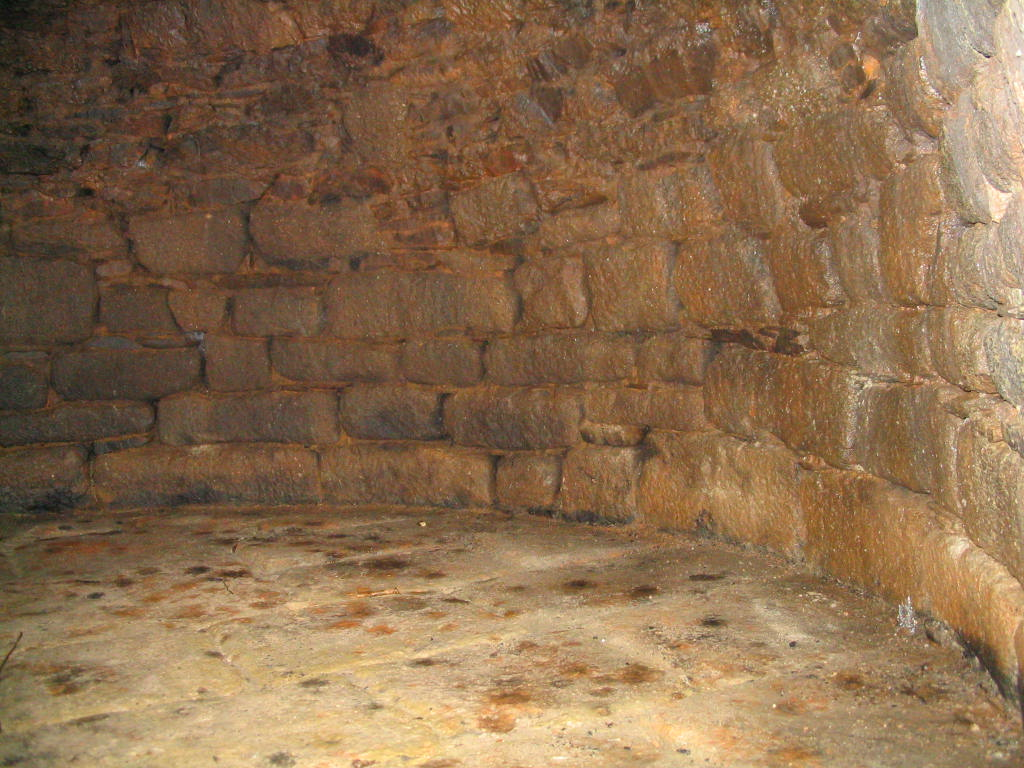
Maison Cornec : Le sol et la voûte du four à pain.
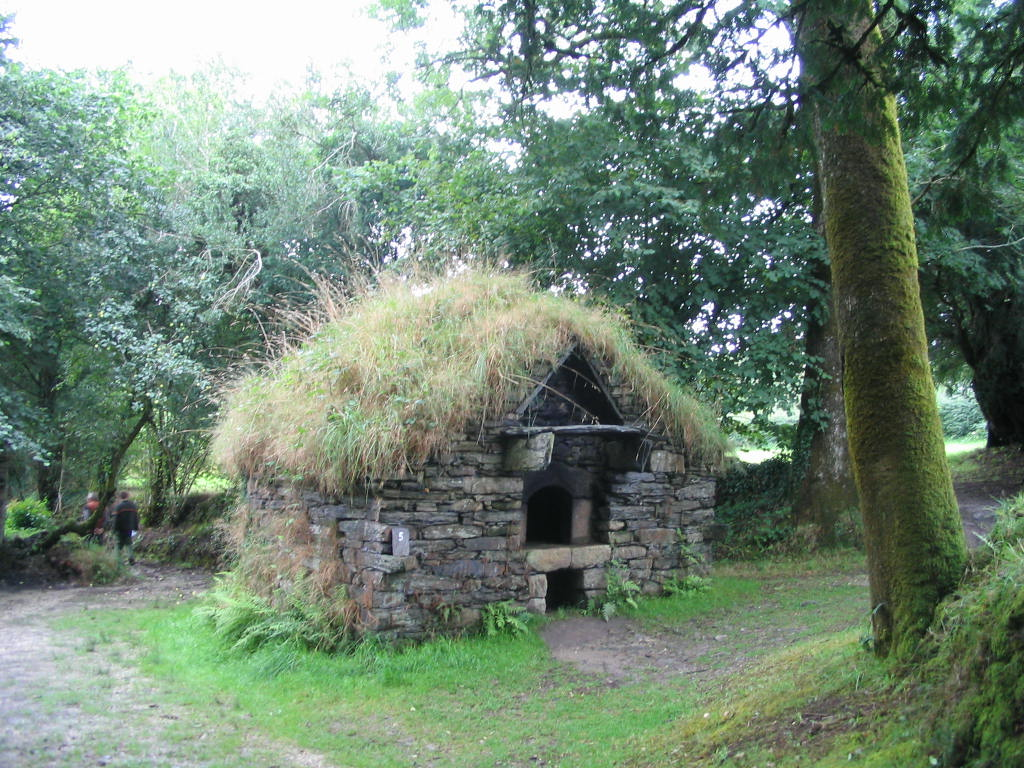
Le four à pain dans le parc de la maison Cornec.
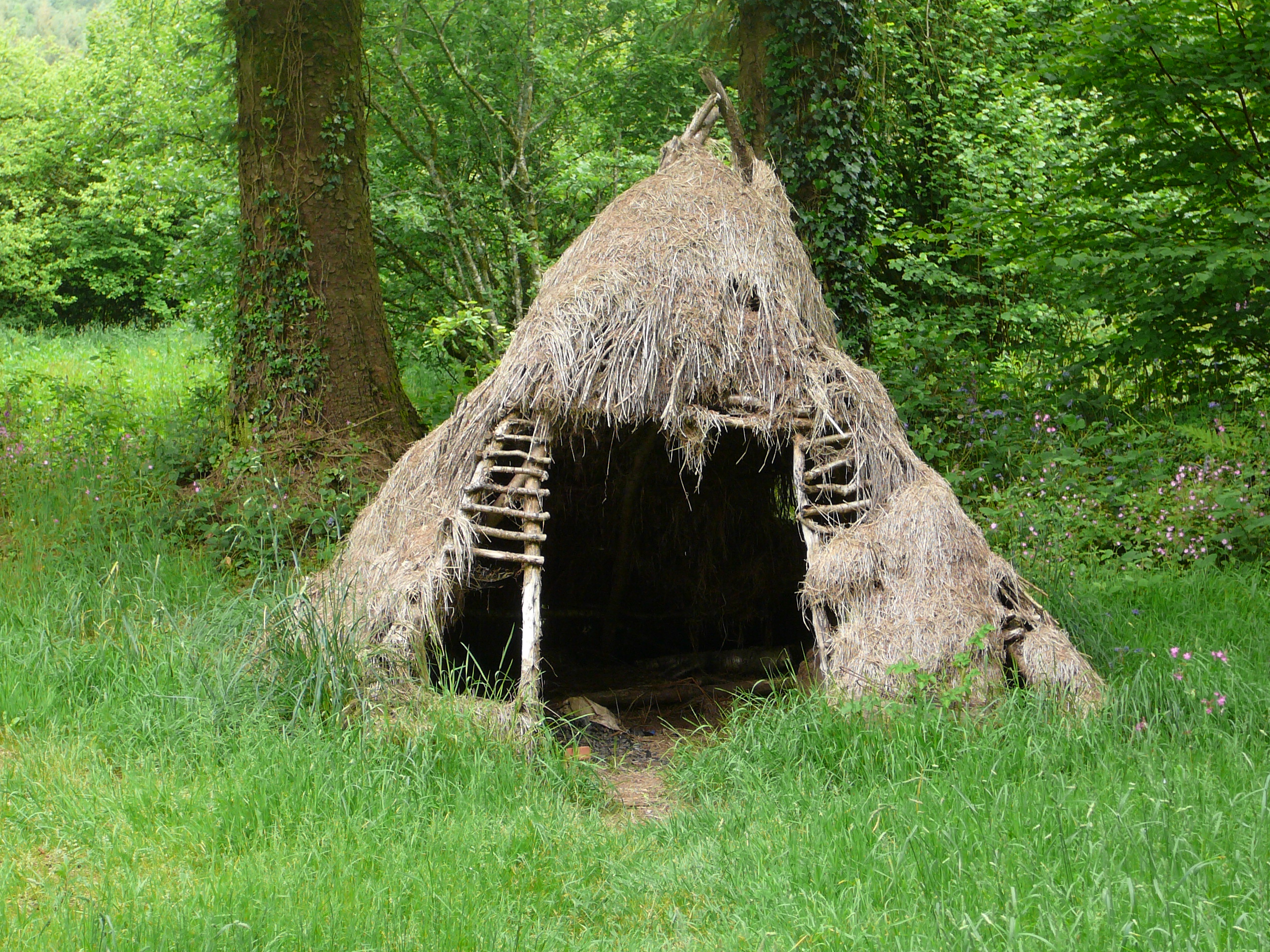
La hutte du charbonnier en 2008 (reconstitution désormais disparue).

L'if situé à l'angle nord-ouest de la maison Cornec a en 1996 4,1 m de circonférence (à un mètre du sol) ; son âge doit être de 400 à 450 ans.

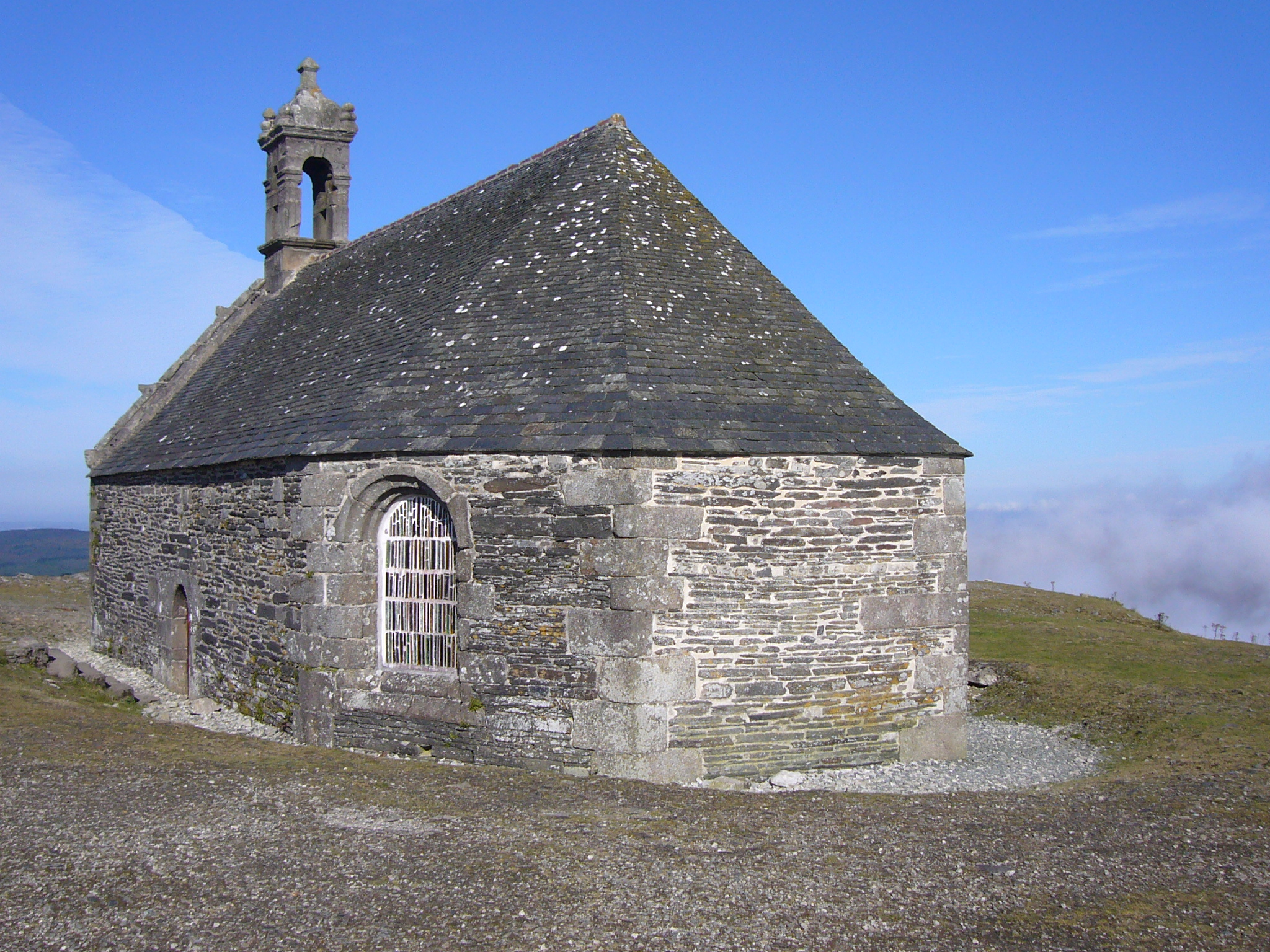
La chapelle au sommet du mont Saint-Michel de Brasparts.

Le mont Saint-Michel de Brasparts, offre le panorama le plus étendu sur les monts d'Arrée, la cuvette du marais du Yeun Elez et les paysages avoisinants.
La chapelle Saint-Michel, fondée en 1672 par le seigneur de Kermabon sous le titre de Saint-Michel de la Motte de Cronon, elle est de plan rectangulaire avec chevet à pans coupés et clocheton amorti en dôme et est située au sommet du mont Saint-Michel, dominant le paysage des Monts d'Arrée. Au-dessus de la porte se trouve une inscription : « Yves le Gvillov. Thomas... 1674 ». Cette chapelle est tombée en ruine pendant la Révolution française, a été restaurée en 1820-1821, puis en 1892 et à nouveau pendant la Seconde Guerre mondiale ; en 2023, elle est encore affectée au culte catholique. (Voir Observatoire du patrimoine religieux )
Le menhir de Roquinarc'h (Rokinac'h), menhir classé au titre des monuments historiques par décret du 27 mars 1961 se dresse dans une parcelle nommée « Park ar Roc'h Hir », « Le champ de la roche longue », en partie détruit par la foudre en 1956.
Un ancien camp romain a été trouvé près du village de Stumenven.

## Évènements
- La fête du far, organisée par les parents de l'école publique bilingue chaque 3e dimanche de septembre. Un repas et un concours de far ont lieu dans une ambiance festive. Cette date correspond aussi au pardon traditionnel de saint Rivoal[69].
- L'association « Terres d'Arrée » (Bro an Arre) tient une « épicerie paysanne » à Saint-Rivoal et organise de nombreuses manifestations en faveur des produits du terroir[70].
- La Fête de la pomme se tient chaque deuxième week-end d'octobre.
- Tranhum'Are : depuis 2004, chaque année, la transhumance d'un troupeau de moutons a repris, l'estive se passant sur les flancs de la mont Saint-Michel de Brasparts. C'est l'occasion chaque printemps (montée) et chaque automne (descente) de fêtes suivies par un public nombreux.
- Le fest-noz de quartier a lieu tous les ans, fin mai début juin, depuis 1997. Il est organisé par un quartier différent chaque année.
- D'autres festoù-noz ont lieu à des dates ajustables chaque année : celui de Leur ar C'horneg, celui de l'école bilingue, celui des chasseurs.
- Le « P'tit seize », le ciné-club de Saint-Rivoal, projette un film en 16 mm ou en vidéo chaque mois depuis 1996, à la salle des fêtes, il est partenaire de Cinéphare et du Daoulagad Breizh.
- L'association Kroashent organise de nombreuses activités culturelles.